# Chevrolet Impala
Pour les articles homonymes, voir Impala (homonymie).

Logo de l’Impala

La Chevrolet Impala est une automobile développée et construite par la division Chevrolet de General Motors. Ed Cole, l’ingénieur en chef de Chevrolet vers la fin des années 1950, a défini l’Impala comme étant un véhicule prestigieux accessible au citoyen américain moyen.

## Histoire, origine et ventes
L’Impala était à l’origine un prototype émanant de la Corvette pendant le début des années 1950 jusqu’à la moitié de la décennie. Plusieurs modèles Chevrolet ont comme base la Corvette, par exemple la Corvair et la Nomad. L’Impala est apparue comme un coupé sport, et était le véhicule qui ressemblait le moins à la Corvette, parce qu’elle n’avait pas été introduite avec l’originale.
Le nom Impala a été utilisé pour la première fois dans la voiture d'exposition full-size du General Motors Motorama de 1956 qui portait des indices de conception de type Corvette, en particulier la calandre. Elle a été nommée Impala d'après la gracieuse antilope africaine, et cet animal est devenu le logo de la voiture. Peint en vert émeraude métallisé, avec un intérieur blanc, le concept-car Impala présente un style hard-top. L'équipe de conception de Clare MacKichan, en collaboration avec des designers de Pontiac, a commencé à établir l'emballage et les dimensions de base de leur carrosserie générale "A" de 1958 de General Motors en juin. La première esquisse de style qui influencerait directement l'automobile Chevrolet finie a été vue par le vice-président de General Motors Styling, Harley Earl, en octobre. Sept mois plus tard, la conception de base a été développée.

## Première génération(1958)

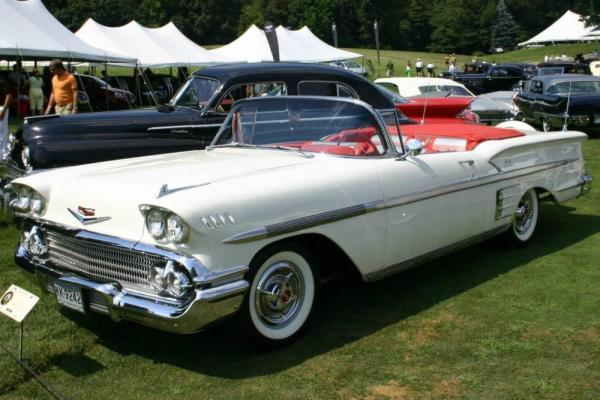
Impala Convertible.

L’Impala a été introduite en 1958 comme une option sportive et plus richement construite des Bel Air coupés et décapotables. Le modèle était unique du fait qu’il avait six feux arrière, un style classique qui est vite devenu sa marque de commerce. Le nom vient de l’antilope africaine impala.
Pour 1958, GM faisait la promotion de sa cinquantième année de production et a introduit des modèles anniversaire pour chaque marque; Cadillac, Buick, Oldsmobile, Pontiac et Chevrolet. Les modèles de 1958 partageaient une apparence commune sur les modèles haut de gamme de chaque marque; Cadillac Eldorado Séville, Buick Roadmaster Riviera, Oldsmobile Super 88 Holiday, Pontiac Bonneville Catalina et Chevrolet Bel-Air Impala.
L'Impala a été introduite pour l'année modèle 1958 en tant que Bel Air a toit rigide et cabriolet haut de gamme. Du pilier de pare-brise vers l'arrière, la Bel Air Impala de 1958 diffère structurellement des modèles Chevrolet à bas prix. Les hardtops avaient une capote légèrement plus courte et un pont arrière plus long. L'empattement de l'Impala était plus long que les modèles moins chers, bien que la longueur totale soit identique. Les intérieurs contenaient un volant à deux branches et des panneaux de porte de couleur assortie avec une garniture en aluminium brossé. Aucune autre série ne comprenait de cabriolet.
Les modèles Chevrolet de 1958 étaient plus longs, plus bas et plus larges que ses prédécesseurs. L'année modèle 1958 a été la première avec deux phares. Les ailerons arrière de 1957 ont été remplacés par des ailes arrière profondément sculptées. Les Impala avait trois feux arrière de chaque côté, tandis que les modèles plus petits en avaient deux et les breaks un seul. Les Impala comprenaient des insignes de drapeau croisé au-dessus des moulures latérales, ainsi que des moulures de culbuteur brillantes et des écopes factices de garde-boue arrière.
Le cadre de type périmètre standard a été abandonné, remplacé par une unité avec des rails disposés en forme de "X" allongé. Chevrolet a affirmé que le nouveau cadre offrait une rigidité en torsion accrue et permettait un placement plus bas de l'habitacle. Il s'agissait d'une étape de transition entre la construction traditionnelle et la carrosserie / châssis entièrement unifiée plus tard, la structure de la carrosserie a été renforcée dans les bas de caisse et le pare-feu. Cependant, ce cadre n'était pas aussi efficace pour protéger la structure intérieure lors d'un choc latéral qu'un cadre périmétrique traditionnel.
Une suspension à ressorts hélicoïdaux a remplacé les ressorts à lames arrière de l'année précédente et un système de suspension pneumatique était en option.
Un moteur de 4 640 cm3 était le V8 standard, avec des puissances allant de 188 à 294 ch (138 kW à 216 kW). Un bloc «W» (à ne pas confondre avec le gros bloc) V8 Turbo-Thrust de 5 700 cm3 était optionnel, produisant 258 ch (190 kW), 286 ch (210 kW) ou 320 ch (235 kW). L'injection de carburant Ramjet était disponible en option pour le V8 Turbo-Fire 283, peu populaire en 1958.
Au total, 55 989 cabriolets Impala et 125 480 coupés ont été construits, ce qui représente 15 % de la production de Chevrolet. La Chevrolet Bel Air Impala de 1958 a aidé Chevrolet à regagner la première place de production en cette année de récession.

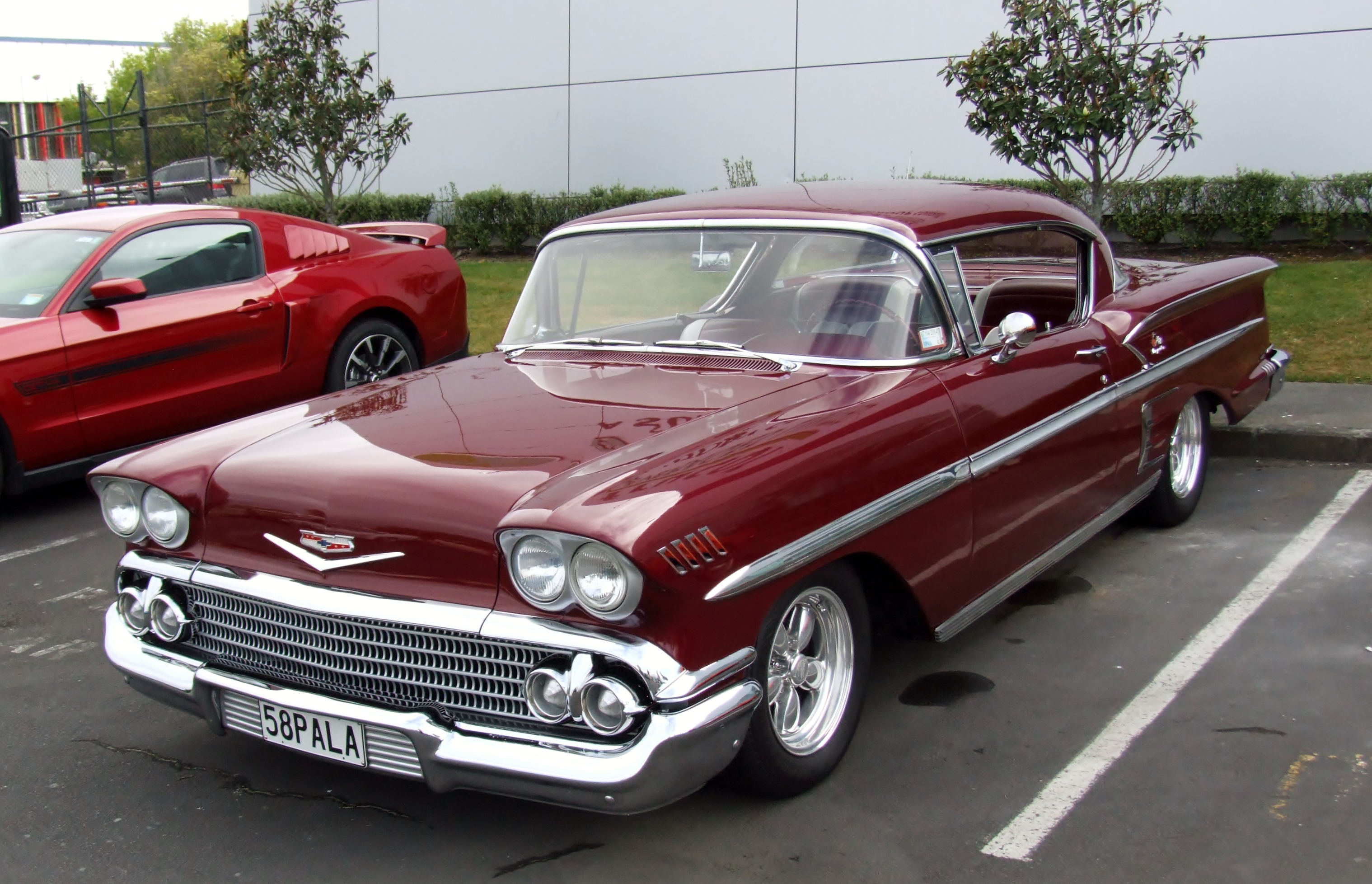
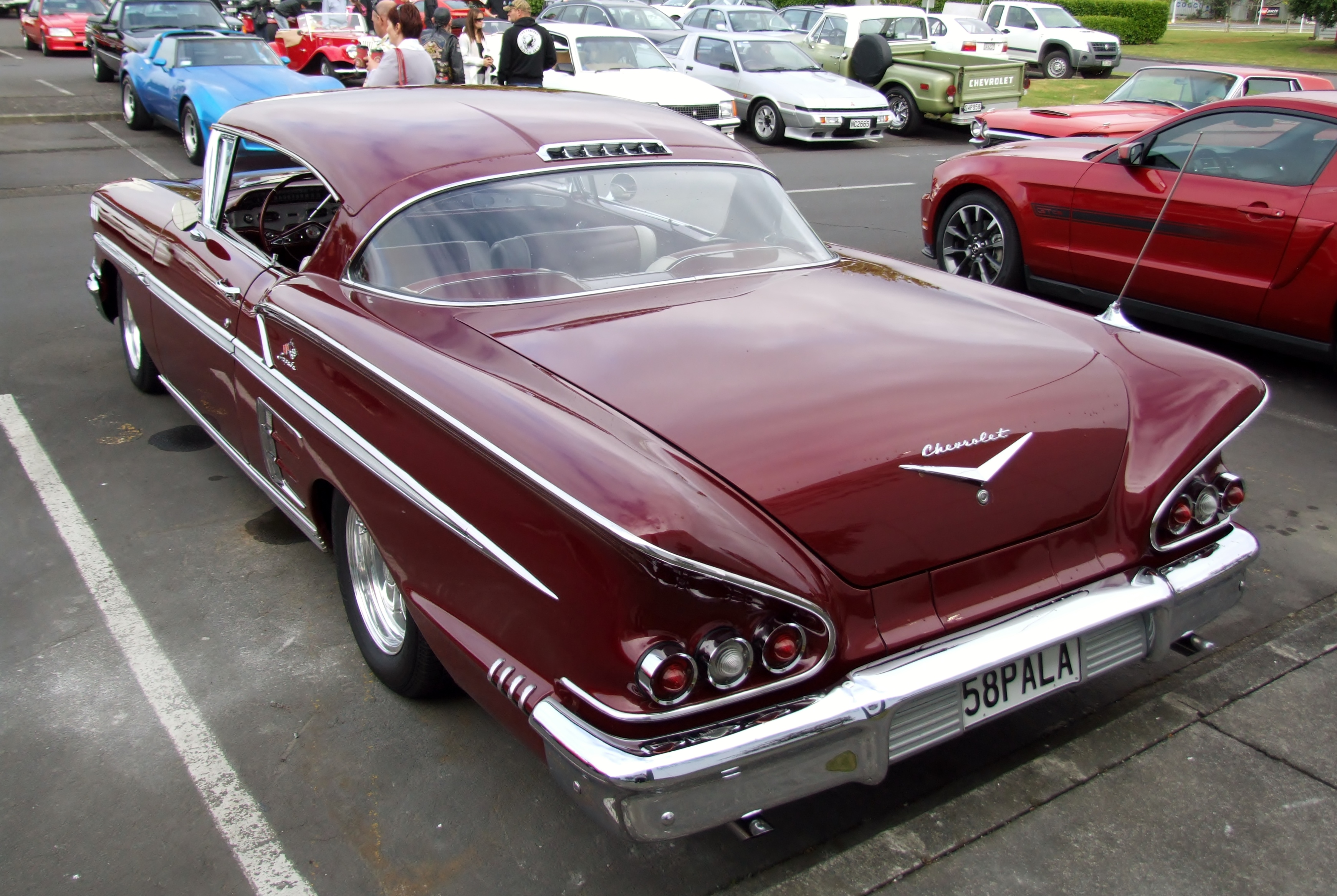
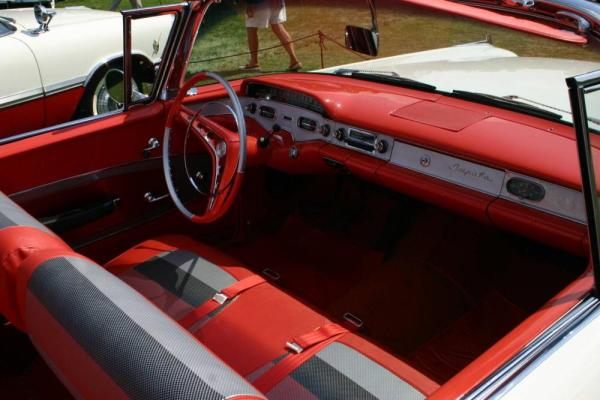

Les différentes carrosseries
- Coupé
- Cabriolet : nommé Convertible.

## Deuxième génération(1959 - 1960)
L’Impala est devenue un véritable modèle en 1959 en versions deux et quatre portes et est devenue le véhicule le plus vendu de la marque Chevrolet. En 1960, l’Impala est devenue le véhicule le plus vendu dans tous les États-Unis et l’est demeuré pendant toute la décennie. Il se fit remarquer par d'amples ailes arrière inspirées par l'aviation.
La Chevrolet Impala de 1959 a été repensée. Partageant les carrosseries avec des Buick et Oldsmobile bas de gamme ainsi qu'avec Pontiac, qui fait partie d'un mouvement économique GM, l'empattement de la Chevrolet était de 38 mm plus long. À l'aide d'un nouveau châssis en X, la ligne de toit était inférieure de 76 mm, les carrosseries étaient plus larges de 50 mm et le poids à vide augmentait. Ses ailerons arrière dépassaient vers l'extérieur, plutôt que vers le haut. Les feux arrière étaient une grande "larme" de chaque côté, et deux écopes d'admission d'air avant larges et minces ont été ajoutées juste au-dessus de la calandre.
L'Impala est devenue une série distincte, ajoutant un toit rigide à quatre portes et une berline à quatre portes au Sport Coupé et cabriolet à deux portes. Les Coupe Sport comportaient une ligne de toit raccourcie et une fenêtre arrière enveloppante. Le moteur standard était un I6, tandis que le V8 de base était un report du 4,6 L, à 188 ch (138 kW). En option, un V8 de 299 ch (220 kW) et de 5,7 L jusqu'à 340 ch (250 kW). Les accoudoirs avant et arrière, une horloge électrique, deux pare-soleil coulissants et des fenêtres de ventilation avant à manivelle étaient de série. Un tableau de bord à capuchon profilé contenait des jauges profondes. Un siège électrique à six voies était une nouvelle option, tout comme le "Speedminder", pour le conducteur qui réglait l'aiguille à une vitesse spécifique et un buzzer retentisait si le préréglage était dépassé.
Les modèles Impala de 1960 ont rétabli les trois feux arrière ronds de chaque côté et une bande blanche le long des ailes arrière.
Les V8 disponibles ont été réduits à sept. Le V8 Turbo-Fire 283 pouvait avoir 177 ou 231 ch (130 ou 170 kW). Le 348 était disponible en 258 à 324 ch (190 à 240 kW) avec un Super Turbo-Thrust spécial de 355 ch (260 kW) avec des carburateurs triples à deux corps, un taux de compression de 11,25:1 et des doubles échappements. L'injection de carburant n'était plus une option sur les Chevrolet full-size. La liste des options était le limiteur et le régulateur de vitesse.
La production était de 490 000 unités.

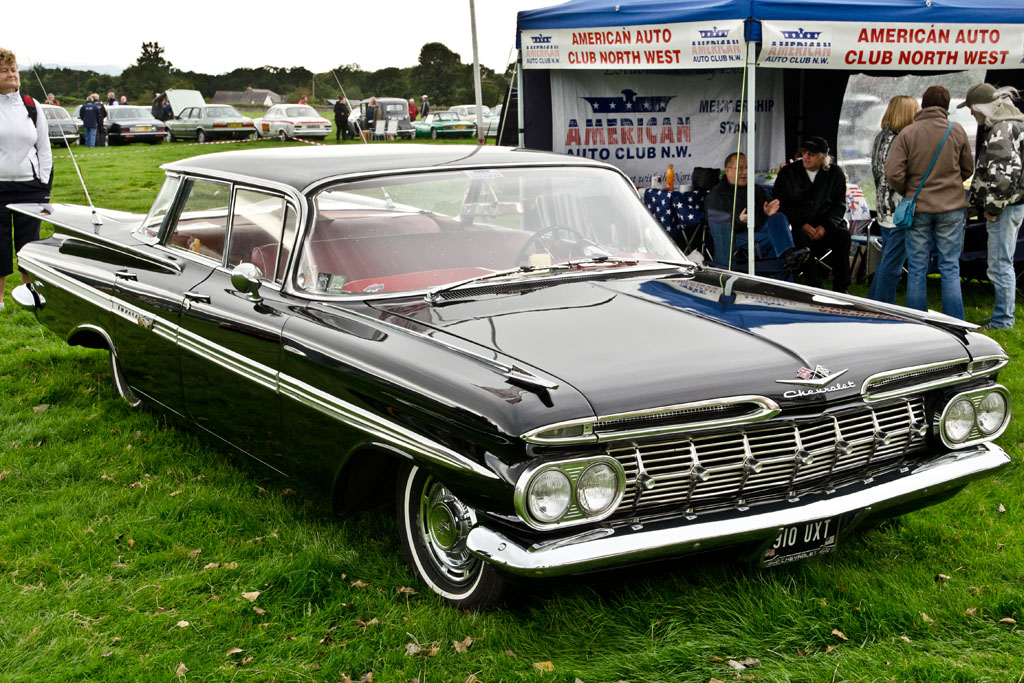
Coupé 4 portes de 1959
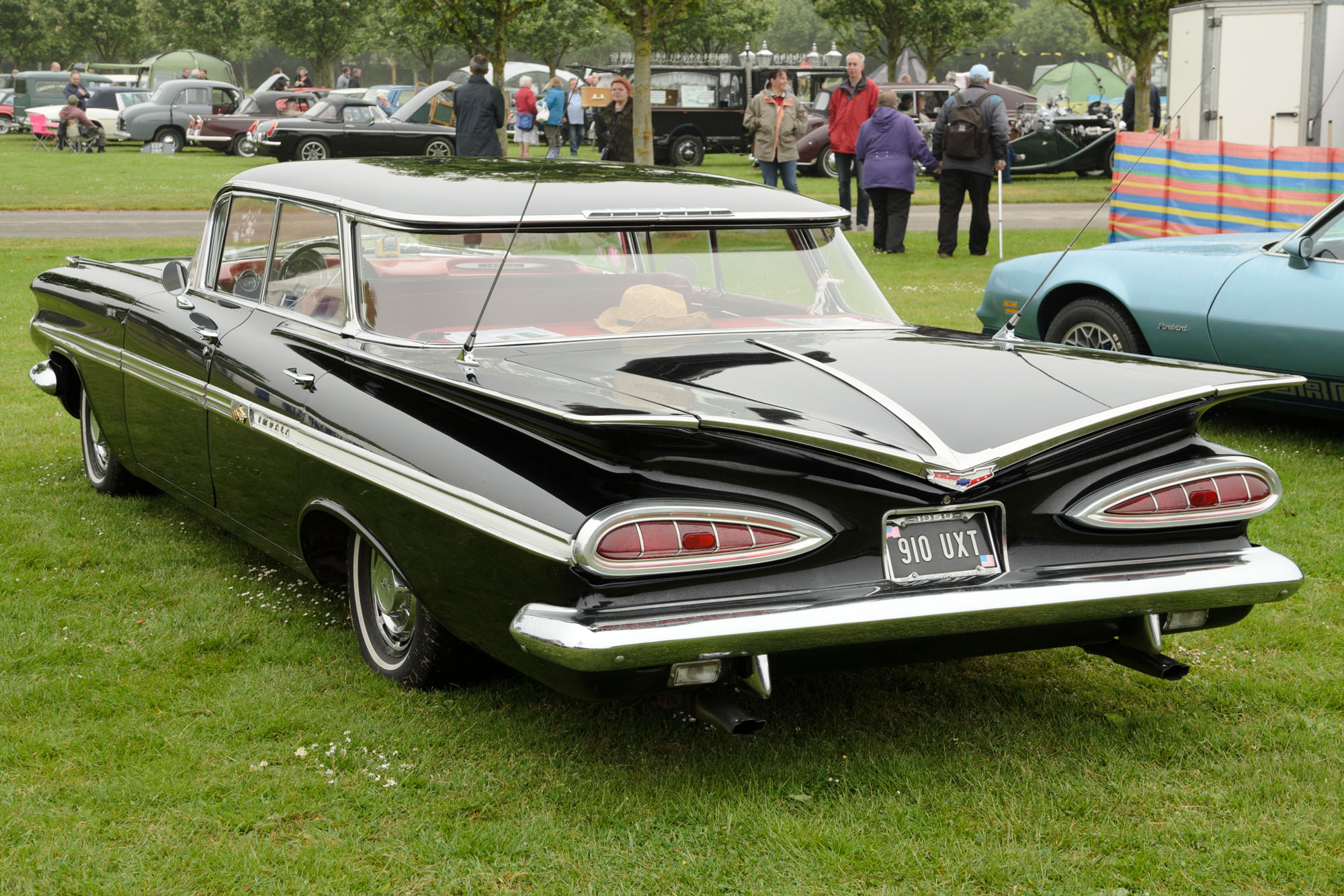

### Exportations
Des voitures avec conduite à droite ont été fabriquées à Oshawa, en Ontario, au Canada, pour la Nouvelle-Zélande, l'Australie et l'Afrique du Sud et assemblées localement à partir de kits CKD ou SKD. Le tableau de bord à conduite à droite était une image miroir du panneau Chevrolet de 1959 et partagé avec les modèles équivalents de Pontiac à conduite à droite. Les modèles australiens ont été assemblés à la main sur les chaînes de montage GMH Holden.

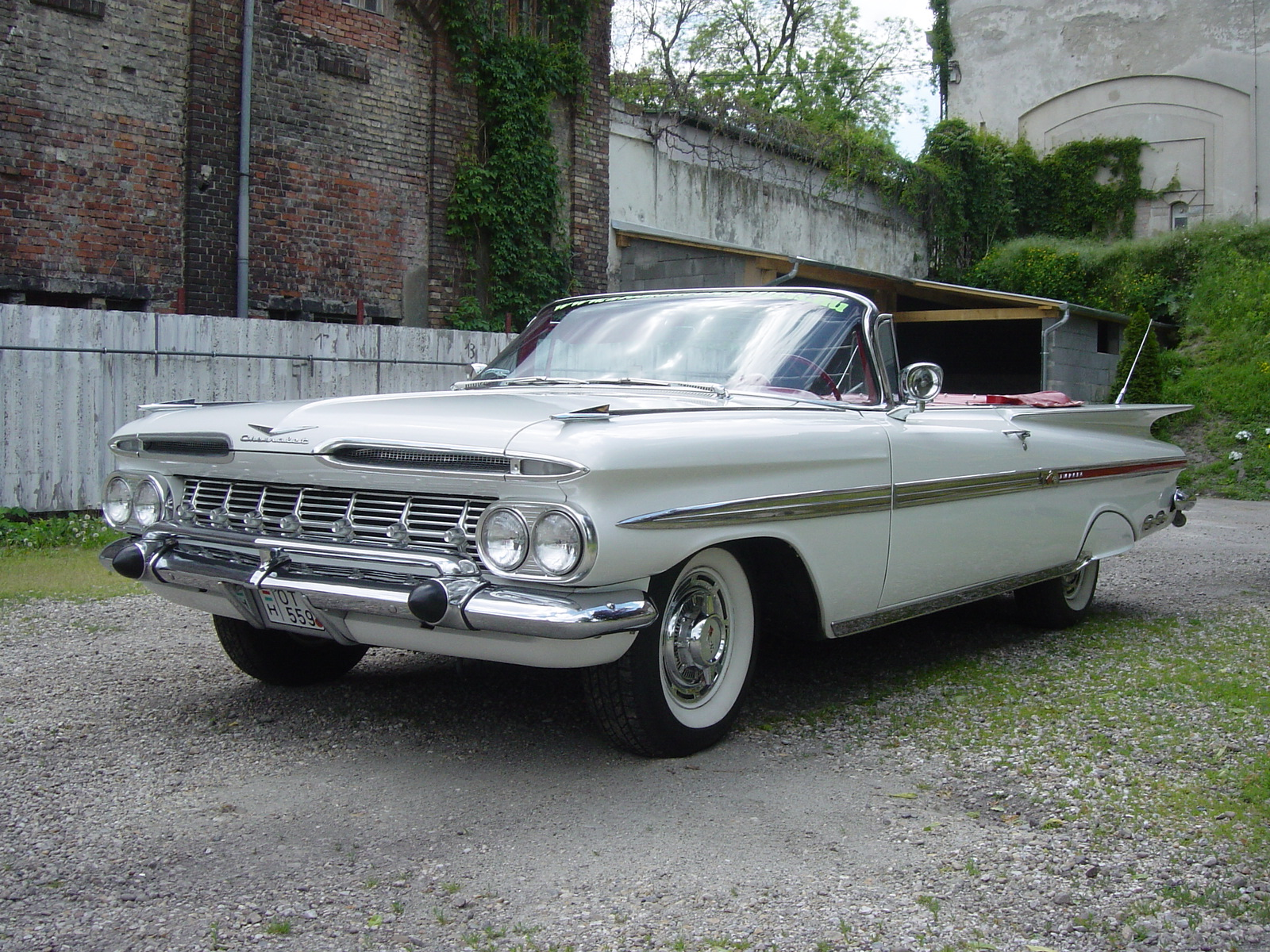
Impala Convertible de 1959.

Les différentes carrosseries
- Coupé 2 portes
- Coupé 4 portes
- Cabriolet : nommé Convertible.

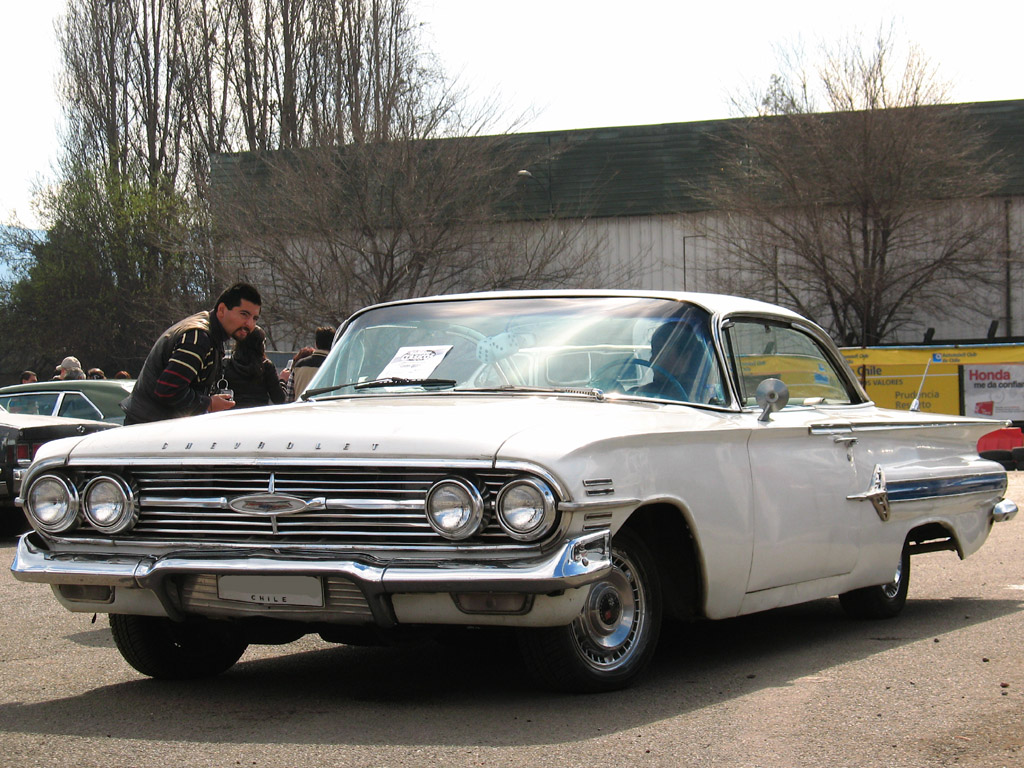
Impala de 1960
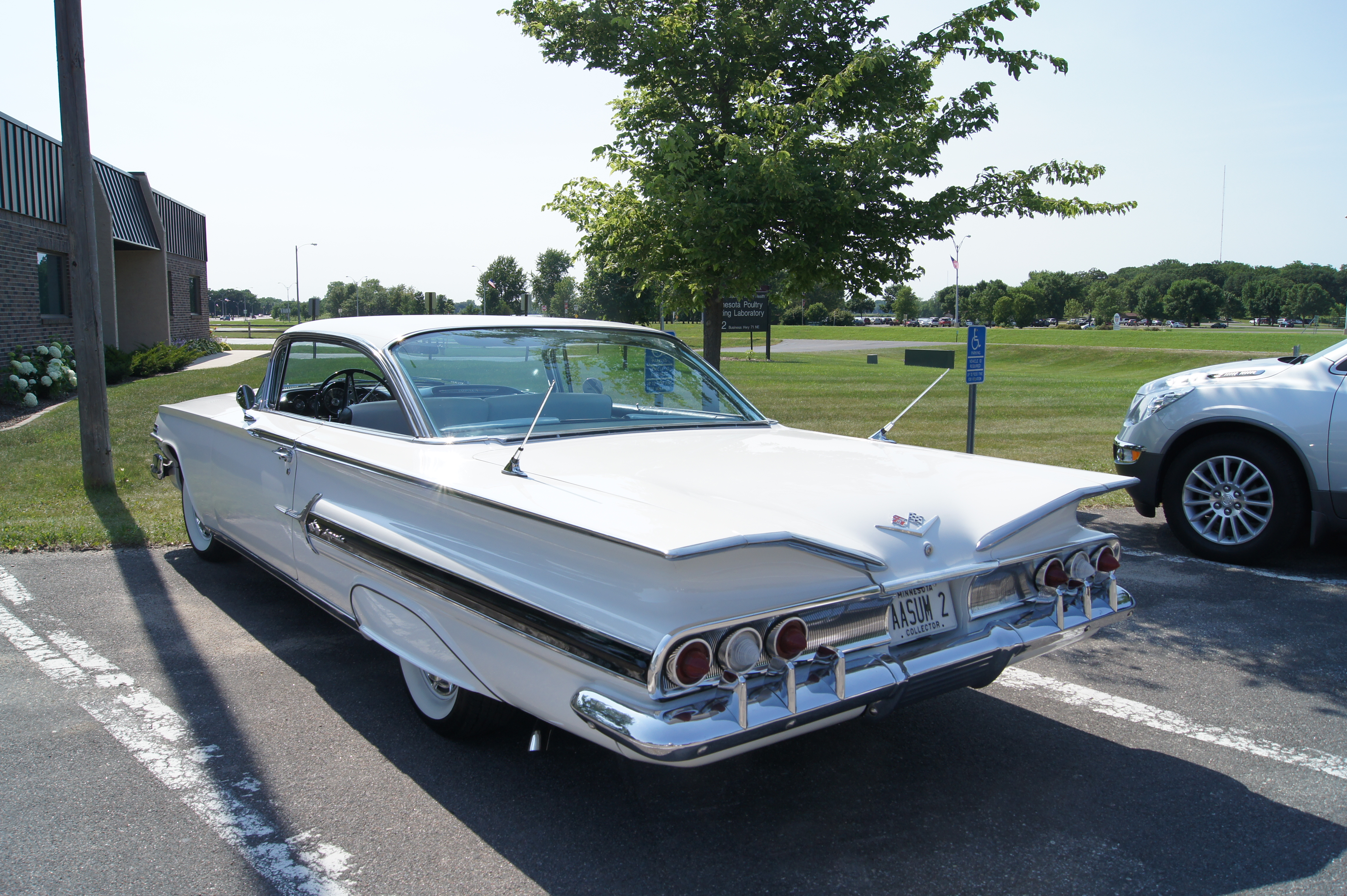

## Troisième génération (1961-1964)

### 1961
L'Impala a été restylée sur la plate-forme GM B pour la première fois en 1961. Le nouveau style de carrosserie était plus équilibré et carré que les modèles de 1958-1960. Les modèles Sport Coupe comportaient un style de ligne de toit "bubbleback" pour 1961, et un modèle unique, la berline à colonnes à 2 portes, n'était disponible que pour 1961. C'était rarement commandé. Une option "Super Sport" (SS) a fait ses débuts pour 1961. Ce fut également la dernière année que le modèle de break le plus haut porterait le nom Nomad. Les freins électriques étaient à 43.69 $.

### 1962
Le modèle de 1962 présentait un nouveau style de montant en «C» pour tous les modèles, à l'exception du toit rigide à 4 portes. Les modèles Sport Coupe présentaient désormais le style «toit convertible», partagé avec d'autres coupés à toit rigide full-size GM «B», bien que la Bel Air à toit rigide moins cher soit toujours disponible avec la ligne de toit du style de 1961. Ce style s'est révélé populaire. Le style de toit en «surplomb» des berlines a été remplacé par un pilier «C» plus large avec une lunette arrière enveloppante. Les choix de moteurs pour 1962 comprenaient le V8 de 5,7 L abandonné et remplacé par les moteurs 385 ch (283 kW) de 6,7 L ou le 415 ch (305 kW) 6,7 L. Ces moteurs ne pouvaient être commandés qu'avec une boîte de vitesses manuelle. Le petit bloc 283 était proposé avec un carburateur à deux corps. Le 283 a également été élargi à 5,4 L, offert en deux versions, l'une avec 253 ch (186 kW) et l'autre avec 304 ch (224 kW), ce qui a ajouté plus de choix de moteurs pour les amateurs de petit bloc. Les Beach Boys ont produit un single à succès, "409", faisant référence à la Chevrolet, qui est devenue une chanson emblématique de ces voitures. Les Impala ont de nouveau présenté des aménagements intérieurs haut de gamme, des sièges supplémentaires pouvaient être réalisés par les concessionnaires à la demande du client. Et plus de garnitures chromées à l'extérieur, y compris un panneau en aluminium et chrome sur toute la largeur pour loger les feux arrière à trois unités. Les modèles Super Sport (SS) présentaient ce panneau dans un aluminium spécial, qui a également été utilisé pour remplir les moulures latérales, ce qui rend la SS plus distinctive. L'Impala a également gagné la conception de la carrosserie break de finition supérieure, à la place du modèle Chevrolet Nomad. Cependant, contrairement aux berlines, les breaks Impala avaient des feux arrière à deux unités. En raison de problèmes de fiabilité, la transmission automatique Turboglide en option a été abandonnée, laissant le Powerglide être la seule transmission automatique disponible jusqu'en 1965. Une nouvelle radio était facultative.

### 1963

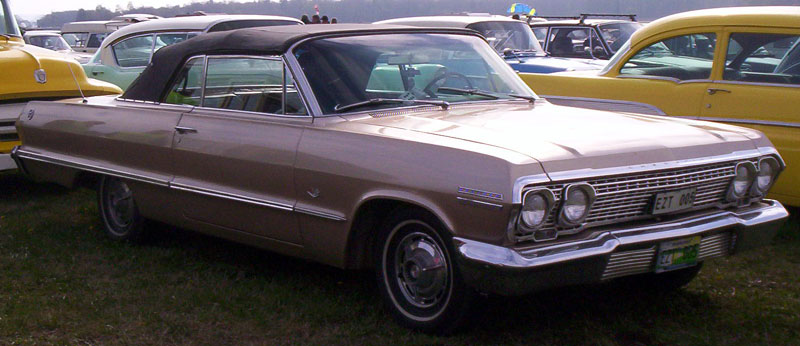
Chevrolet Impala Convertible de 1963

L'Impala de 1963 présentait un style rectiligne avec un panneau de feu arrière en aluminium entouré d'une bordure chromée sur les modèles SS. Le choix du moteur était similaire à celui de 1962, avec les V8 de 4,6 et 5,4 L les plus populaires. La Sport Sedan comportait une nouvelle ligne de toit plissée. Un nouveau tableau de bord "coved" comprenait des voyants simples pour les conditions de moteur trop chaud ou trop froid. Un tachymètre d'usine, en option, a été intégré au tableau de bord, juste au-dessus du volant. Les breaks Impala ont pour la première fois des feux arrière à trois éléments.
Une version spéciale de 7,0 L du moteur 409 a été utilisée dans la Chevrolet Impala Sport Coupe de 1963, commandée sous le nom de Chevrolet Regular Production Option (RPO) Z11. Il s'agissait d'un ensemble spécial créé pour les coureurs de dragsters et de NASCAR et comprenait un moteur de 7,0 L avec des parties de carrosserie en aluminium et un système d'admission d'air à capot. Les pièces de carrosserie en aluminium ont été fabriquées à Flint, au Michigan, dans l'installation maintenant connue sous le nom de GM Flint Metal Center. Contrairement au 427 de deuxième génération plus récent il était basé sur le moteur 409 de la série W, mais avec une course plus longue de 93 mm. Un collecteur d'admission en aluminium en deux parties de grande hauteur et deux carburateurs Carter AFB alimentés avec un taux de compression de 13,5:1 pour produire une sous-estimation[pas clair] de 436 ch (320 kW) et 780 N m de couple. 50 voitures RPO Z11 ont été produites à l'usine Flint GM.

### 1964
Pour 1964, l'Impala a été redessinée pour un look plus arrondi et plus doux. L'ensemble de feux arrière avait une bande de garniture en aluminium en forme de "U à l'envers" au-dessus des feux arrière, mais les feux individuels étaient entourés d'un panneau de couleur carrosserie. Le moteur V8 de 6,7 L est revenu en tant qu'option gros bloc, ainsi que les carburateurs Rochester 2 × 4 corps configurés pour les 431 ch (317 kW) à 6 000 tr/min et 576 N m à 4 200 tr/min de couple moteurs. Les modèles SS ont continué de présenter la garniture en aluminium. Les lignes de toit ont été reportées de 1963 sans changement. Les feux de recul étaient standard.
Tous les break Chevrolet full-size de 1964 étaient équipés de petites lentilles de feux arrière rectangulaires montées verticalement, une de chaque côté de la voiture.

### Exportations

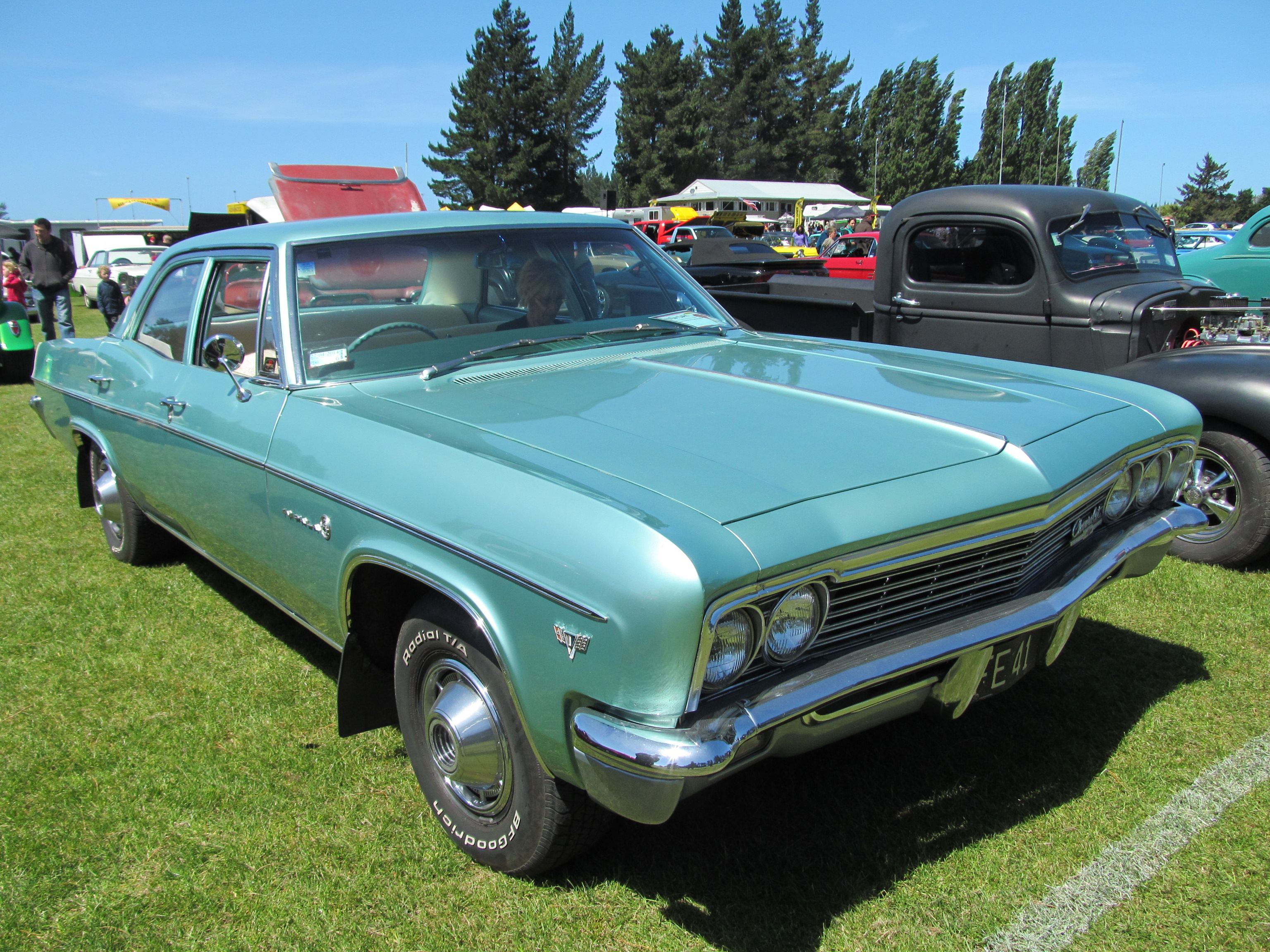
La Nouvelle-Zélande a assemblé la Chevrolet Impala berline quatre portes de 1966 en conduite à droite

Les voitures avec conduite à droite ont été fabriquées à l'usine GM d'Oshawa au Canada et souvent expédiées à l'étranger sous forme de kits pour être assemblées en Afrique du Sud, en Nouvelle-Zélande et en Australie. Les voitures à conduite à droite - Chevrolet ou équivalent Pontiac (construites sur des châssis Chevrolet et utilisant des moteurs Chevrolet au Canada) - utilisaient toutes une version à conduite à droite du tableau de bord des Pontiac de 1961 à conduite à gauche.

## Quatrième génération (1965-1970)

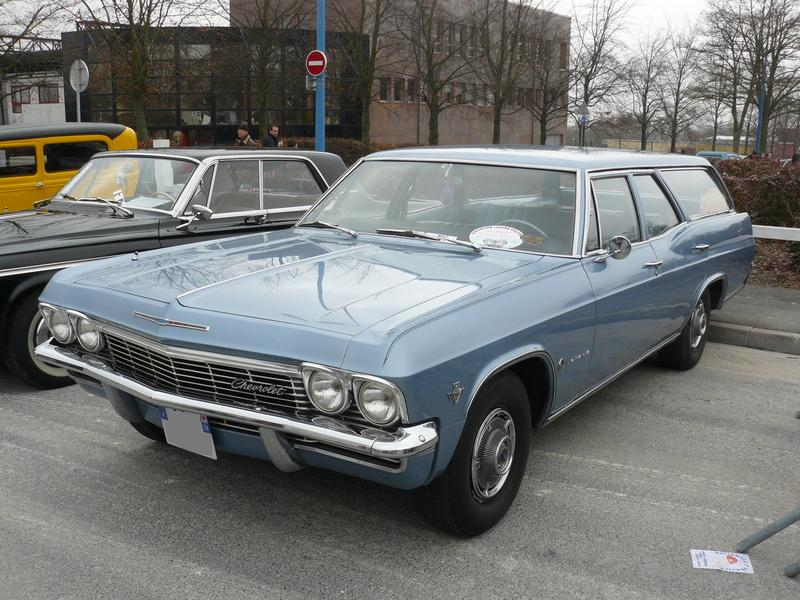
Chevrolet Impala Station Wagon 1965

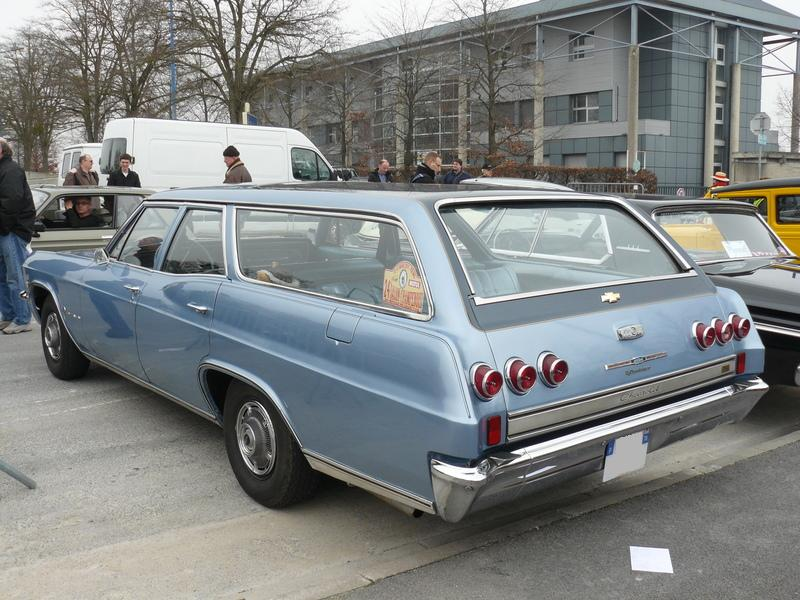
Chevrolet Impala Station Wagon 1965

Redessinée en 1965, l'Impala a établi un record historique de ventes annuelles de plus de 1 million d'unités aux États-Unis. Toutes les nouvelles Chevrolet full-size évitaient le cadre en «X» pour un cadre de périmètre pleine largeur, une nouvelle carrosserie qui comportait des vitres latérales incurvées et sans cadre (pour les modèles sans montant), un pare-brise à angle plus net avec des fenêtres de ventilation nouvellement remodelées et une bobine de suspension complètement repensée.
En 1965, Chevrolet a présenté un nouvel ensemble de luxe pour l'Impala à toit rigide quatre portes, appelé «Caprice» et codé RPO Z18. Les Caprice ont reçu des garnitures capitonnées, des accents de bois grainé sur le tableau de bord et des poignées spéciales à l'intérieur des portes. Ce modèle "halo" comportait également les enjoliveurs "spinner" de l'Impala SS, avec les logos central "SS" remplacés par un emblème Chevrolet. La bande d'occultation arrière du Super Sport, sous les feux arrière triples, a également été utilisée, l'emblème "Impala SS" étant remplacé par un grand badge "Caprice by Chevrolet". Le lettrage Impala sur chaque garde-boue avant a été remplacé par le script "Caprice". Le package Caprice a été réintroduit sous le nom de Chevrolet Caprice Custom en 1966, prenant la première place dans la gamme complète de Chevrolet.
Les choix de moteurs incluaient le six cylindres en ligne ainsi que les V8 petits bloc et gros bloc. Une nouvelle transmission automatique Turbo Hydra-Matic à trois gammes était optionnelle pour le V8 de 6,5 L. L'ancien moteur de 6,7 L "W" a été abandonné au début de l'année modèle 1965, de sorte que les Impala de premières production de 1965 ont obtenu le 409, ainsi que 1/10 des 1 % avait le gros bloc 396 CID. D'autres voitures construites plus tard avaient le 6,5 L comme option de gros bloc. Le Powerglide à deux vitesses, ainsi que des transmissions manuelles à 3 et 4 vitesses étaient disponibles. Comme les années précédentes, les Impala présentait plus de garnitures chromées à l'intérieur et à l'extérieur, avec des garnitures et des panneaux de porte touffetés plissés. L'Impala serait le cabriolet numéro 2 aux États-Unis en 1966, avec 38 000 unités vendues; il a été battu par la Mustang par presque 2:1. 1966 a vu une paire de V8 gros bloc agrandie avec 7,0 L. Le RPO L36 était évalué à 390 ch (287 kW), le L72 à 431 ch (317 kW). La L72 n'était disponible qu'avec une transmission manuelle.
Le modèle de 1967 a été repensé avec un style de bouteille de Coca-Cola amélioré qui comportait des renflements d'ailes avant et arrière inspirés de la Corvette. Les courbes étaient les plus prononcées avec les modèles de 1967-1968. Conformément aux réglementations fédérales, des dispositifs de sécurité ont été intégrés aux Impala au cours des années modèles 1967 et 1968, notamment une colonne de direction entièrement pliante à absorption d'énergie, des feux de position latéraux et des ceintures baudrier pour les modèles fermés. Le moteur L72 n'était pas disponible en 1967, mais un V8 L36 Turbo-Jet était en option.
Le modèle de 1968 a été revisité avec une nouvelle face avant. Le nouveau pare-chocs arrière logeait des feux arrière en forme de "fer à cheval". 1968 a également vu un nouveau modèle d'Impala, le Custom Coupe. Ce toit rigide à deux portes comportait la même ligne de toit formelle que la Caprice Coupe. Il a réussi et se poursuivra jusqu'en 1976. Le moteur L72 "427 Turbo-Jet" est de nouveau revenu dans la liste des options, un V8 à hayon solide de 431 ch (317 kW). Il continuerait d'être disponible pour 1968 et 1969, remplacé par le Turbo-Jet 454 pour 1970.
L'Impala de 1969 et d'autres Chevrolet de taille normale ont obtenu de nouvelles carrosseries avec un petit "bouleversement" à la lunette arrière, leur donnant une apparence plus formelle. Elle a conservé l'empattement de 3 023 mm des modèles précédents. De nouveaux pare-chocs avant s'enroulaient autour de la calandre et les feux arrière horizontaux se trouvaient dans le pare-chocs arrière. Le Sport Coupe à toit rigide a obtenu une nouvelle ligne de toit à hayon, remplaçant le montant C "fastback" de 1967 à 1968. Des fenêtres avant sans ventilation ont été utilisées sur tous les modèles. Chevrolet disposait d'un système rudimentaire de "ventilation électrique" avec des évents dans le tableau de bord. Le contacteur d'allumage a été déplacé du tableau de bord vers la colonne de direction, et lorsque la clé été retirée, le volant et le levier de vitesses étaient verrouillés.
La production d'Impala de l'année modèle 1969 a dépassé la production de la Caprice de 611 000 unités. Les break Impala ont été renommés Kingswood, un nom qui perdurera jusqu'en 1972. L'Impala de 1970 similaire a obtenu un lifting mineur avec un pare-chocs de calandre plus conventionnel remplaçant l'unité enveloppante utilisée en 1969 avec de nouveaux feux arrière triples verticaux dans le pare-chocs arrière. Les acheteurs canadiens ont eu le choix entre un compagnon moins cher que l'Impala Sport Coupe, le Bel Air Sport Coupe, qui utilisait la même carrosserie mais avec la finition Bel Air.

### Exportations
Les voitures avec conduite à droite ont été fabriquées au Canada pour être exportées vers des pays comme l'Australie, la Nouvelle-Zélande, l'Afrique du Sud, le Royaume-Uni, etc. jusqu'en 1969. Ils ont utilisé une version du tableau de bord de l'Impala de 1965 - sans provision pour la radio et l'ont installée dans une moulure de tableau de bord en fibre de verre, pas en métal - jusqu'en 1969. Les radios (montées au centre) et les radiateurs étaient d'origine locale et les essuie-glaces installés au centre du pare-brise.
Les modèles australiens ont été assemblés en Australie par General Motors-Holden à partir de kits, car ceci diminuait sur les taxes sur les voitures. Les voitures australiennes avaient des clignotants arrière orange d'origine locale remplaçant les lentilles de recul claires, car les clignotants rouges étaient illégaux.
Les modèles néo-zélandais ont été assemblés par General Motors Nouvelle-Zélande avec des carrosseries fournies depuis le Canada déjà soudées, peintes et garnies.

### Impala SS (1961-1969)
L’Impala a débuté l’ère des Muscle Cars (véhicules musclés). Dans les années 1960 en Amérique du Nord, le prix de l’essence était bas et les consommateurs cherchaient des véhicules puissants et non des véhicules économiques en essence. Les acheteurs demandaient de l’espace, de la performance, de l’agrément de conduite et de la qualité. En 1961, le premier véritable “muscle car” a été présenté avec l’Impala SS.
Dans un communiqué de presse du 17 décembre 1960, Chevrolet Motor Division a introduit l'option Impala SS (Super Sport) sur le marché. L'insigne SS devait devenir la signature de Chevrolet en matière de performances sur de nombreux modèles, bien qu'il ne s'agisse souvent que d'un ensemble d'apparence. La finition SS d'usine de l'Impala de 1961 était vraiment un ensemble de performances lorsqu'il était équipé d'usine avec les garnitures et les améliorations de suspension et de moteur «obligatoires», à commencer par les moteurs V8 de 5,7 L disponibles avec 309 ch (227 kW), 345 ch (254 kW) et 355 ch (261 kW) ou le nouveau V8 de 6,7 L, qui en 1961 était évalué à 365 ch (268 kW). Contrairement à toutes les autres années, le pack Super Sport de 1961 était disponible sur toutes les Impala, y compris les berlines et break (la brochure de vente montre une Sport Sedan à toit rigide 4 portes avec le pack SS). L'ensemble comprenait également des pneus améliorés sur les roues, des ressorts, des amortisseurs et des garnitures de frein métalliques feutrées spéciales. Seulement 142 Impala Super Sport 1961 sont sortis de l'usine avec le 409. En plus de l'ensemble SS installé en usine, les concessionnaires Chevrolet pouvaient ajouter une garniture SS à n'importe quelle Impala standard sans les améliorations de performances «obligatoires», et un certain nombre d'Impala de 61 ont été ainsi équipés.
À partir de l'année modèle 1962, l'Impala SS était un ensemble d'apparence limité aux modèles à toit rigide coupé et cabriolet, disponible avec tous les moteurs de la série Impala à partir de celui de base de 3,9 L, 137 ch (101 kW) 6 cylindres en ligne jusqu'en 1967, bien que les moteurs à gros bloc et les pièces lourdes puissent toujours être commandés. De 1967 à 1969, un modèle supplémentaire, la SS427, était disponible.
La Super Sport était connue sous le nom de Regular Production Option (RPO) Z03, de 1962 à 1963, et de nouveau en 1968. De 1964 à 1967, la Super Sport était un modèle distinct, avec son propre préfixe VIN (par exemple dans les voitures de 1965-67, 164 était le préfixe d'une Impala ordinaire avec un moteur V8, 166 ou 168 ont été utilisées en 1966-68 pour une Impala SS équipée d'un V8). Les Super Sport de 1962 à 1964 avait une garniture en aluminium, qui a été remplacée par une bande de garniture "blackout" en 1965 qui passait sous les feux arrière. Les extérieurs de la Super Sport de 1965 ne diffèrent que légèrement des Impala ordinaires. La garniture de bas de caisse a été supprimée. Les scripts "Super Sport" ont remplacé les badges de garde-boue "Impala". La nouvelle console centrale abritait une horloge électrique de type rallye, et l'instrumentation complète comprenait désormais une jauge à vide. Un total de 243 114 coupés et cabriolets Impala SS ont été construits pour 1965.
L'Impala SS de 1966 a été rénovée avec une calandre révisée et de nouveaux feux arrière rectangulaires qui ont remplacé les triples unités rondes. Une bande de ceinture de caisse chromée partagée avec les Impala ordinaires a été ajoutée en réponse aux plaintes concernant les garnitures de porte des années 1965 aux lignes épurées. À l'intérieur se trouvaient de nouveaux sièges avant «Strato-bucket» avec des dossiers de siège plus fins et plus hauts, et une console centrale avec un ensemble de jauges disponible en option. Les ventes de l'Impala SS de 1966 ont chuté de plus de 50 % pour atteindre environ 117 000 unités; cela était principalement dû au passage du marché des voitures de sport / performance full-size aux modèles intermédiaires (y compris les Chevelle SS396 de Chevrolet et Pontiac GTO), ainsi qu'au marché émergent des Pony car encore plus petite créé par la Ford Mustang en 1964 dont Chevrolet répondrait avec la Camaro pour 1967.
L'Impala SS de 1967 était moins décorée que les autres Impala; les Super Sports avait des accents de calandre noirs et des moulures de garde-boue latéraux et arrière accentués de noir. Les acheteurs pouvaient choisir entre des sièges baquets en vinyle avec une console centrale ou un siège Strato-Bench avec un accoudoir central rabattable. Les enjoliveurs standard étaient les mêmes que les enjoliveurs complets en option sur d'autres grosse Chevrolet, mais les centres arboraient le logo "SS" entouré d'un anneau tricolore rouge, blanc et bleu. Les badges "Chevrolet" et "Impala" sur la carrosserie ont toutes été remplacées par des badges "Impala SS". Sur les 76 055 modèles d'Impala SS construits, seulement 2 124 ont été commandés avec le RPO Z24, un ensemble de performances spéciales qui comprenait une suspension robuste RPO F41 et d'autres caractéristiques de performance, le moteur Turbo-Jet RPO L36 427 (390 ch (287 kW)) en V8 (7,0 L), ainsi qu'un ensemble de garnitures spéciales qui ont remplacé les badges «Impala SS» par de grands emblèmes «SS427» sur la calandre avant et la garniture arrière. Aucune de ces voitures ne portait le nom «Impala» sur la carrosserie ou l'intérieur, et Chevrolet les commercialisait souvent sous le nom de «Chevrolet SS427», sans le nom «Impala». Le pack Z24 comprenait également un capot spécial avec une fausse prise d'admission chromée. Seulement environ 400 Super Sport avaient un moteur six cylindres de 1967 à 1968, 395 ch (291 kW) en 1969, ou L72 (431 ch (317 kW)) de 1968 à 1969. Les badges spéciaux SS427, à l'intérieur et à l'extérieur, étaient la règle, mais peu ont été vendus, car les amateurs de muscle cars recherchaient des intermédiaires gros bloc, tels que la Chevelle SS396 et la Plymouth Road Runner.
En 1968, alors que les ventes de Caprice montaient en flèche, celles de l'Impala Super Sport ont subi une baisse. Une grande partie de cette baisse des ventes était sans aucun doute due à la disponibilité de moteurs à gros bloc dans la Chevelle de taille moyenne (et plus légère), et même les Nova pouvait être commandée spécialement avec le moteur 396 avec la carrosserie neuve pour 1968. Ce n'est plus une série distincte, la Super Sport n'était qu'un ensemble d'options de 179 $ (Regular Production Option Z03) pour les coupés et cabriolet Impala. Seules 38 210 Impala étaient ainsi équipées, dont 1 778 avec le pack Z24, qui a été reporté de 1967. En 1968 seulement, les SS427 pouvaient être commandées sans le pack Z03 SS, ce qui signifiait l'équipement SS427 mais pas de sièges baquets, de panneaux de porte SS ou de console centrale. L'Impala SS Z03 peut être identifiée par des badges "Impala Super Sport" sur la calandre, les ailes arrière et le couvercle du coffre. Les voitures avec l'option Z24 comprenaient des emblèmes "SS427" pour remplacer les badges "Impala Super Sport", un capot spécial "pancake" en couches et trois "branchies" montées sur l'aile avant à l'arrière des passages de roue, à la mode de la Corvette Stingray.
En 1969, l'Impala SS n'était disponible que sous le nom Z24 (SS427), livrée exclusivement avec un V8 de 7,0 L de 340 ch (250 kW), 395 ch (291 kW), ou 431 ch (317 kW). Ce fut la dernière année pour l'Impala SS jusqu'en 1994. Contrairement aux deux années précédentes, les années 1969 ont finalement obtenu le script "Impala" sur les ailes avant et l'intérieur. L'Impala SS de 1969 n'avait pas de badge SS distinctif à l'intérieur de la voiture, à l'exception d'un logo "SS" sur le volant (là encore, aucun Z03 n'était proposé cette année-là). Comme les années 1968, la Z24 pouvait être commandé sur le cabriolet Impala, le Sport Coupe ou le Custom Coupe. 1969 était la dernière année ou l'Impala SS était offerte avec le groupe Z24, mais la seule année où les freins à disque avant et les roues de 15 pouces étaient standard; ce qui rendait la SS427 de 1969 mécaniquement meilleur que les versions précédentes sous forme standard. Bien que les ventes d'Impala de 1969 avec l'option Z24 soient passées à environ 2 455 unités par rapport aux 1 778 unités avec l'option Z03 de 1968, et que des moteurs V8 gros bloc puissants soient restés disponibles, il n'y aurait pas d'Impala SS pour 1970. Le 427 a également été remplacé sur la liste des moteurs proposés, par un nouveau Turbo-Jet 454 développant 395 ch (291 kW).
La plate-forme GM B de 1965-1970 est la quatrième plate-forme automobile la plus vendue de l'histoire après la Volkswagen Coccinelle, la Ford Model T et la Lada Riva.

## Cinquième génération (1971-1976)

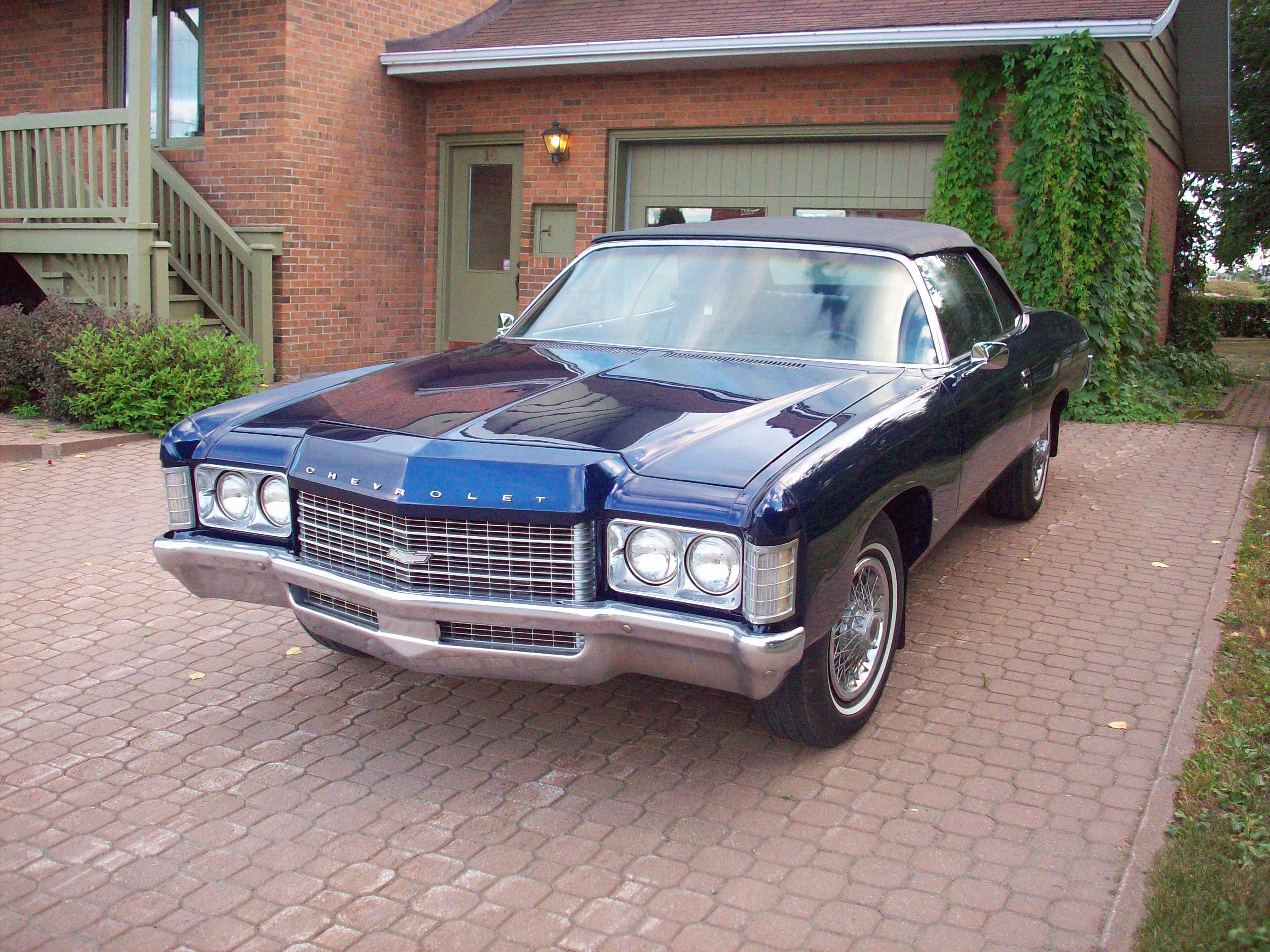
Chevrolet Impala 1971 décapotable

L'Impala est restée le modèle le plus vendu de Chevrolet avec la cinquième génération. Un gros bloc V8 hautes performances était toujours disponible sous la forme du Turbo-Jet 454, qui produisait 370 ch (272 kW) en 1971, mais la puissance diminua au fil des années. La B-body redessinée de 1971 serait la plus grande voiture jamais offerte par Chevrolet. Le coupé sport à toit rigide a continué d'être proposé; il s'agissait d'un semi-fastback à pente douce rappelant le style "bubbletop" de 1961. Une transmission manuelle à trois vitesses est restée de série au début de l'année, mais au printemps 1971, toutes les voitures GM full-size équipées d'un V8 ont reçu le Turbo Hydra-Matic en équipement standard. Le Powerglide est resté disponible en option pour les voitures à six cylindres jusqu'aux modèles de 1973. En accord avec leur taille énorme, ces nouvelles Chevrolet de carrosserie "B" étaient proches des Cadillac en termes de caractéristiques de luxe, de style et de conduite. Comme toutes les voitures à carrosserie GM "B", l'Impala a obtenu un nouveau système de ventilation électrique qui resté allumé pendant que le contact était allumé, et comprenait à la fois de grandes ouvertures d'aération dans le tableau de bord et des persiennes sur le coffre. Cependant, le système s'est révélé problématique et n'a pas été apprécié par de nombreux acheteurs. Les freins à disque avant assistés étaient de série pour tous les modèles de 1971; la direction assistée à rapport variable est devenue la norme en 1972.

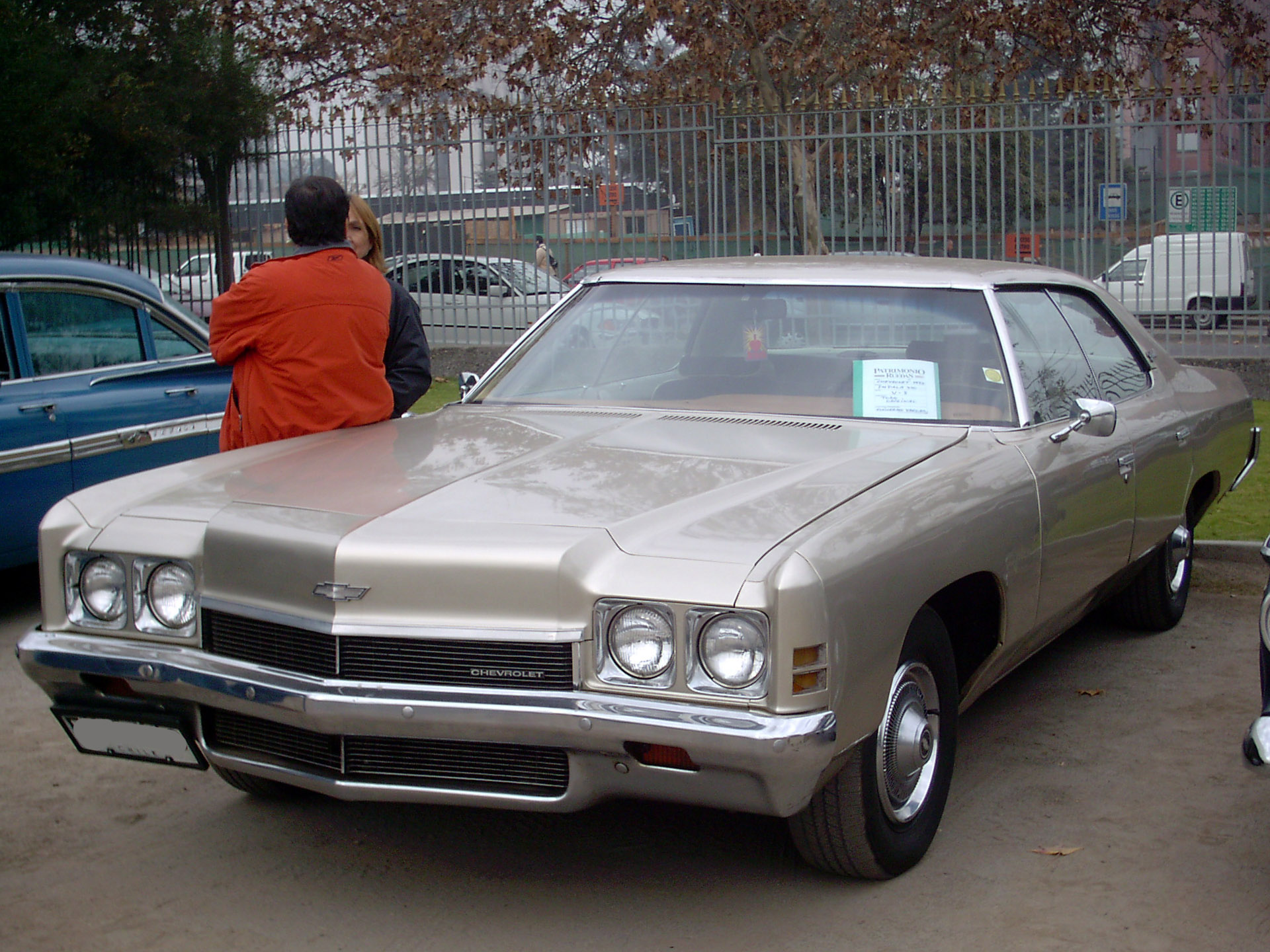
Chevrolet Impala à toit rigide 4 portes (Sport Sedan) de 1972

Le modèle de 1972 a une calandre qui s'étendait sous le pare-chocs. Les groupes motopropulseurs se composaient principalement de moteurs V8. Le 250 six cylindres en ligne était toujours de série pour les modèles Sport Coupe et berline 4 portes; le V8 350 est devenu le moteur standard de 1973 à 1976, avec 5,7 L, 6,6 L (jusqu'en 72) 7,4 L en option. Le style de carrosserie le plus vendu était le Custom Coupe au toit formel. À partir de 1972, tous les moteurs ont été conçus pour fonctionner à l'essence sans plomb. 1972 a vu le dernier cabriolet Impala; elle a vendu 6 456 unités, se plaçant quatrième avec un peu moins de 9 % du marché, juste derrière les 6 508 unités vendues de la Corvette et devant les 6 401 unités vendues de la Mustang. Le système de ventilation électrique a été amélioré et les évents de sortie ont été déplacés du couvercle du coffre vers les montants de porte.
Tous les véhicules Chevrolet de 1973 comportaient un pare-chocs avant plus grand et absorbant les chocs en raison de nouveaux mandats fédéraux exigeant une protection contre les chocs de 8 km/h. De nouveaux feux arrière ont été montés dans le pare-chocs arrière (toujours) conventionnel. Le cabriolet a été déplacé vers la série haut de gamme Caprice Classic. Des ajustements à la suspension et au cadre ont donné une meilleure tenue de route, selon le directeur général de Chevrolet, John Z. DeLorean. Les volants et les tableaux de bord étaient de couleur assortie aux couleurs intérieures, par opposition au noir mat utilisé en 1971-1972. Le rebord du volant a une prise douce au toucher et a remplacé le badge "Impala" par le badge "Chevrolet". Le moteur six cylindres en ligne était désormais proposé uniquement sur la berline Bel Air à 4 portes, et uniquement avec la boîte manuelle à 3 vitesses. L'intérieur avait des sièges avant repositionnés pour plus d'espace pour les jambes. Le nom Impala est revenu pour le break Kingswood. La conception de la suspension et du châssis a été modifiée pour une meilleure tenue de route. La position de la banquette avant a été modifiée pour s'adapter plus confortablement aux grands conducteurs; les conducteurs plus courts l'ont trouvé moins confortable.
Mille Impala de 1973 ont été construits avec un «Air Cushion Restraint System» (ACRS) qui utilisait un tableau de bord Oldmobile et un volant unique contenant à la fois un coussin gonflable pour le conducteur et le passager avant. C'étaient toutes des berlines à quatre portes peintes dans une couleur spéciale vert-or. Le système n'a pas été annoncé de façon importante et de nombreuses voitures ont été utilisées pour des essais de collision par GM et le gouvernement fédéral. Au fil des décennies, le système s'est avéré durable et a réussi à protéger les passagers avant lors de collisions frontales. Malheureusement, Chevrolet n'a pas offert l'ACRS en 1974; cependant, il a été offert en option dans les modèles Oldsmobile, Buick et Cadillac cette année-là et a sauvé des vies. Une Impala équipée d'ACRS a été préservée et reste un témoin de la capacité d'un constructeur automobile américain à concevoir des systèmes de sécurité de sauvetage dans des voitures sans mandat gouvernemental. Aucun autre exemple n'est connu à ce jour.
L’impact de la crise pétrolière en 1973 sur l’industrie de l’automobile fut désastreux, les prix de l’essence ayant doublé entre 1973 et 1979. Les ventes de véhicules neufs ont diminué de 20 % entre 1973 et 1974, et pour la première fois dans l’histoire récente, le voyage moyen par passager a baissé aux États-Unis.
En 1974, le pare-chocs arrière a été repensé avec des amortisseurs pour répondre aux normes améliorées et de nouveaux feux arrière ont été ajoutés. L'avant a également été rafraîchi comme les années précédentes, avec une nouvelle calandre et des contours de phares, un nouveau panneau avant et un pare-chocs avec une section centrale rabattable. Les feux de position remontèrent à nouveau près des phares. 1971-1976 étaient les seules années modèles ou l'Impala avait un design frontal différent de celui de la Caprice Classic, car les autres années avaient soit un insert de calandre, soit un avant de Caprice de l'année précédente pour distinguer les deux. Les lignes de toit des coupés Impala ont également été révisées. Pour 1974, le Custom Coupe n'était plus un toit rigide, avec une grande vitre arrière fixe et un épais pilier B. Le Sport Coupe, toujours un toit rigide sans pilier, utilisait maintenant un plus grand quart de verre rabattable comme celui du Custom Coupe de 1971-1973, et avait une fenêtre arrière plate et plus étroite, de style fastback. Les berlines ont utilisé les mêmes coques de carrosserie que les années précédentes. Dans un style inhabituel, les enjoliveurs de roue de l'Impala en option pour 1974 étaient les mêmes que ceux des Impala de 1970.

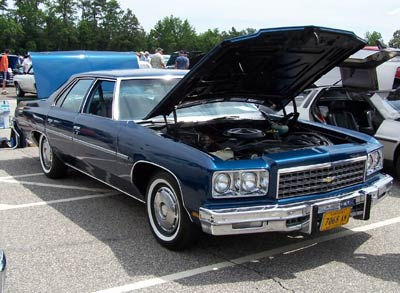
Impala berline 4 portes de 1976

Un pack Spirit of America en édition limitée a été proposé en 1974 sur les modèles Sport Coupe; principalement un ensemble d'apparence, il comportait une peinture de carrosserie blanche ou bleue, un dessus complet en vinyle blanc, un revêtement blanc avec garniture rouge ou bleue, des ceintures de sécurité et des tapis flottants de couleur assortie, des enjoliveurs spéciaux, des roues de rallye blanches en option, des rétroviseurs extérieurs à double télécommande de style sportif, un insert de moulure latérale en vinyle et des rayures rouges. Des badges spéciaux sur les ailes et le tableau de bord informé du pack aux passants et aux passagers. Chevrolet a également offert des versions Spirit of America aux Nova et Vega.
L'Impala de 1975 utilisait un avant de Caprice de 1974, avec un insert de calandre et un changement d'emblème. Le modèle Caprice a été révisé avec une nouvelle extrémité avant avec un panneau avant de style balayé avec des godets de phares encastrés, un nouveau capot et de nouvelles ailes. En 1975 également, les garnitures, les panneaux de porte et le tableau de bord ont été révisés, tout comme les graphiques de la radio et de la climatisation. Les compteurs de vitesse lisent jusqu'à 160 km/h et ajoutent des kilomètres par heure. Le High Energy Ignition (HEI) a été officiellement introduit en 1975, bien qu'il ait été installé sur certaines voitures de 1974 comme option clandestine. Des convertisseurs catalytiques ont également été introduits, tout comme plusieurs nouvelles options, notamment un ensemble de jauges Econominder (qui comprenait également une jauge de température du liquide de refroidissement), des essuie-glaces intermittents et une banquette divisée 50/50 avec inclinaison côté passager (avec un choix de tissu sport) ou garniture en vinyle). C'était la dernière année du cabriolet Chevrolet full-size. Les modèles à quatre portes ont obtenu de nouvelles lignes de toit; la Sport Sedan à toit rigide a une petite "fenêtre d'opéra" triangulaire taillée dans le large panneau de toit.
Les ventes de l’Impala sont descendues à 176 376 unités en 1975, l’année la plus faible depuis son introduction en 1959.
Un modèle Landau disponible pour les modèles 1975-1976 comportait un toit en vinyle Landau (avec une bande chromée sur le toit), un choix de couleurs de peinture spéciales, des rétroviseurs extérieurs à double télécommande de style sportif, des enjoliveurs de couleur assortie, un insert de moulure latérale en vinyle et des rayures. À l'intérieur, il y avait des ceintures de sécurité et des tapis flottants de couleur assortie. Les emblèmes de l'aile et du tableau de bord complètent l'ensemble. Le modèle à toit rigide à 2 portes (surnommé le «Sport Coupe») a été abandonné après 1975, laissant le Custom Coupe redessiné, avec son large pilier «B» et sa lunette arrière fixe, la seule Impala à 2 portes disponible en 1976. Ce style de carrosserie avait été introduit pour l'année modèle 1974, précurseur de l'abandon complet de Detroit des styles de carrosserie sans pilier avant la fin des années 70. Les Impala de 1976 utilisait un avant de Caprice de l'année précédente, avec un nouvel insert de grille "caisse d’œufs". L'Impala avait des phares ronds tandis que la Caprice utilisait les nouveaux quadruples phares rectangulaires. Pour les acheteurs des flottes, Chevrolet offrait un modèle Impala «S» moins cher qui supprimait certaines des caractéristiques de luxe du modèle standard, telles que des pneus radiaux, l'isolation phonique et l'éclairage du coffre. La «S» était disponible à la fois en berline 4 portes et en familiale, et a effectivement remplacé la Chevrolet Bel Air pour le marché américain (la Bel Air a continuée sa production au Canada jusqu'en 1981).

### Moteurs (1958-1980)
Six cylindres en ligne :
- "Blue Flame" 235 3,9 L, 1958–1962
- "Turbo Thrift" 230 (3,8 L) 140 ch (104 kW), 1963–1965
- "Turbo Thrift" 250 (4,1 L) 157 ch (116 kW), 1966–1969
- "Turbo Thrift" 250 (4,1 L) 157 ch (116 kW), 1977–1979

V6 à 90° :
- "RPO LC3" 229 (3,8 L) 117 ch (86 kW), 1980

V8 petit bloc :
- "Turbo Fire" 283 (4,6 L) 198 à 223 ch (145 à 164 kW), 1957–1967
- "Turbo Fire" 307 (5,0 L) 203 ch (149 kW), 1968
- "Turbo Fire" 327 (5,4 L) 238 à 380 ch (175 à 280 kW), 1961–1969
- "Turbo Fire" 350 (5.7 L) 253 à 355 ch (186 à 261 kW), 1969–1980
- "Turbo Fire" 400 (6,6 L) 259 à 269 ch (190 à 198 kW), 1970–1976

V8 gros bloc :
- "W-series Turbo Thrust" 348 (5,7 L) 253 à 355 ch (186 à 261 kW), 1958–1961
- "W-series Turbo Thrust" 409 (6,7 L) 345 à 431 ch (254 à 317 kW), de mi-1961 jusqu'au début de 1965
- "Turbo-Jet" 396 (6,5 L) 269 à 431 ch (198 à 317 kW), de mi-1965 jusqu'à 1969
- "Turbo-Jet" 427 (7,0 L) 340 à 431 ch (250 à 317 kW), 1966–1969
- "Turbo-Jet" 454 (7,4 L) 350 à 395 ch (257 à 291 kW), 1970–1976

## Sixième génération (1977-1985)

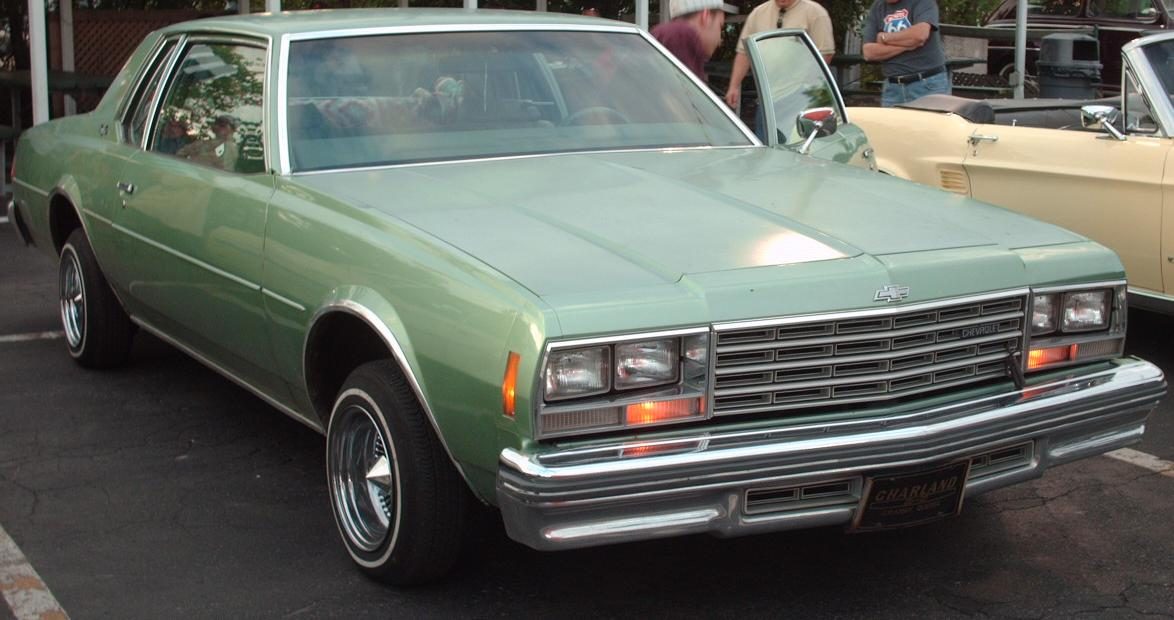
Chevrolet Impala Coupe (1977-81)

Les changements sur le marché de l'automobile ont conduit Chevrolet à redessiner l'Impala une fois de plus en 1976 pour répondre à l'évolution de la demande. Les nouvelles Impala de taille réduite étaient plus courtes, plus hautes et plus étroites qu'auparavant. Elle empruntait l’image de la nouvelle “grosse voiture” américaine — plus petite, plus légère et plus efficace énergétiquement. Le nouveau cadre de l'Impala était une version raccourcie de celle introduite en 1970 et serait utilisé jusqu'en 1996, date à laquelle la ligne de production de la carrosserie B a été arrêtée. Même avec ses dimensions extérieures condensées, la nouvelle Impala présentait une hauteur de tête, un espace pour les jambes aux sièges arrière et un coffre accrus. La production du modèle réduit a considérablement augmenté par rapport à 1976 et l'Impala a retrouvé la première position des ventes aux États-Unis. L'Impala / Caprice de 1977 redessinée a été élue voiture de l'année par Motor Trend. La nouvelle carrosserie était plus grande et plus étroite que le modèle de 1976.
Les toits durs sans pilier ont été abandonnés, en raison de rumeurs de normes fédérales imminentes pour les tonneau dans un avenir proche. Les coupés de 1977-1979 arboraient une lunette arrière à double courbure similaire à la Chevrolet Monte Carlo Aerocoupe de 1987. En 1980, toute la nouvelle tôle a été utilisée, bien que le style de carrosserie soit resté similaire.
| Comparaison de 1976 et 1977,     | Impala de 1976 | Impala de 1977 |
| -------------------------------- | -------------- | -------------- |
| Empattement                      | 3 086          | 2 946 mm       |
| Longueur totale                  | 5 662          | 5 387          |
| Largeur                          | 2 019          | 1 918          |
| Hauteur                          | 1 364          | 1 405          |
| Hauteur sous plafond à l'avant   | 988            | 991            |
| Places aux jambes à l'avant      | 1 080          | 1 072          |
| Places aux hanches à l'avant     | 1 506          | 1 397          |
| Places aux épaules à l'avant     | 1 601          | 1 552          |
| Hauteur sous plafond à l'arrière | 965            | 970            |
| Places aux jambes à l'arrière    | 986            | 1 003          |
| Places aux hanches à l'arrière   | 1 516          | 1 415          |
| Places aux epaules à l'arrière   | 1 621          | 1 552          |

La disponibilité du moteur a été réduite pour 1977; le 6 cylindres en ligne a été réintroduit avec 112 ch (82 kW). Les options comprenaient des moteurs V8 de 4,4 et 5,0 L. Le moteur V8 de 5,7 L était optionnel certaines années. Le moteur diesel V8 de 5,7 L d'Oldsmobile était également disponible. À partir de 1980, le 6 cylindres en ligne a été remplacé par un V6 générique de 3,7 L de Chevrolet qui était totalement différent du V6 de 3,8 litres de Buick qui était installé dans de nombreux modèles GM de différentes divisions.
L'Impala et la Caprice haut de gamme se sont bien vendus jusqu'au début des années 80. L'Impala a été réduite au modèle de base des Chevrolet full-size et était populaire auprès de la flotte - y compris des véhicules de poursuite et de police, mais les styles de carrosserie des coupé et des breaks ont chuté après 1981 et ont été abandonnés en 1985, tandis que la Caprice est restée inchangée jusqu'en 1990. À la disparition de l'Impala, le modèle de base des Chevrolet full-size a été rebaptisé Caprice à partir de 1986, les modèles supérieurs étant appelés Caprice Classic et Caprice Classic Brougham.
|                                  |                 | 1977                                                                         | 1978 | 1979 | 1980 | 1981 | 1982 | 1983 | 1984 | 1985 |
| -------------------------------- | --------------- | ---------------------------------------------------------------------------- | --- | --- | --- | --- | --- | --- | --- | --- |
| Face avant Feu de position       | Caprice Classic | Fait partie du groupe de projecteurs                                         | Fait partie du groupe de projecteurs                                                                                 | Fait partie du groupe de projecteurs                                                                                                  | Fait partie du groupe de projecteurs | Fait partie du groupe de projecteurs | Fait partie du groupe de projecteurs | Fait partie du groupe de projecteurs | Fait partie du groupe de projecteurs | Fait partie du groupe de projecteurs |
| Face avant Feu de position       | Impala          | Bande verticale indépendante, pas avec les projecteurs                       | Bande verticale indépendante, pas avec les projecteurs                                                               | Bande verticale indépendante, pas avec les projecteurs                                                                                | Bande verticale indépendante, pas avec les projecteurs | Bande verticale indépendante, pas avec les projecteurs | Bande verticale indépendante, pas avec les projecteurs | Bande verticale indépendante, pas avec les projecteurs | Bande verticale indépendante, pas avec les projecteurs | Bande verticale indépendante, pas avec les projecteurs |
| Clignotant Avant                 | Caprice Classic | Petit clignotant dans le pare-chocs avant                                    | Petit clignotant dans le pare-chocs avant                                                                            | Petit clignotant dans le pare-chocs avant                                                                                             | Grand, sur le pare-chocs avant | Grand, sur le pare-chocs avant | Grand, sur le pare-chocs avant | Grand, sur le pare-chocs avant | Grand, sur le pare-chocs avant | Grand, sur le pare-chocs avant |
| Clignotant Avant                 | Impala          | Combiné avec les faisceaux de phares                                         | Combiné avec les faisceaux de phares                                                                                 | Identique à la Caprice de 1979 | Grand, sur le pare-chocs avant | Grand, sur le pare-chocs avant | Grand, sur le pare-chocs avant | Grand, sur le pare-chocs avant | Grand, sur le pare-chocs avant | Grand, sur le pare-chocs avant |
| Pare-chocs Avant                 | Caprice Classic | "Bouches" sur le pare-chocs, le style de "dents" est le même que la calandre | "Bouches" sur le pare-chocs, le style de "dents" est le même que la calandre                                         | "Bouches" sur le pare-chocs, le style de "dents" est le même que la calandre                                                          | La Caprice et l'Impala partagent le même pare-chocs avant Pas de conception «bouche et dents», plus grand clignotant dans le pare-chocs avant, partie centrale enfoncée | La Caprice et l'Impala partagent le même pare-chocs avant Pas de conception «bouche et dents», plus grand clignotant dans le pare-chocs avant, partie centrale enfoncée | La Caprice et l'Impala partagent le même pare-chocs avant Pas de conception «bouche et dents», plus grand clignotant dans le pare-chocs avant, partie centrale enfoncée | La Caprice et l'Impala partagent le même pare-chocs avant Pas de conception «bouche et dents», plus grand clignotant dans le pare-chocs avant, partie centrale enfoncée | La Caprice et l'Impala partagent le même pare-chocs avant Pas de conception «bouche et dents», plus grand clignotant dans le pare-chocs avant, partie centrale enfoncée | La Caprice et l'Impala partagent le même pare-chocs avant Pas de conception «bouche et dents», plus grand clignotant dans le pare-chocs avant, partie centrale enfoncée |
| Pare-chocs Avant                 | Impala          | Conception "bouche et dents" mais pas de clignotant dans le pare-chocs       | Conception "bouche et dents" mais pas de clignotant dans le pare-chocs                                               | Identique à la Caprice de 1979 | La Caprice et l'Impala partagent le même pare-chocs avant Pas de conception «bouche et dents», plus grand clignotant dans le pare-chocs avant, partie centrale enfoncée | La Caprice et l'Impala partagent le même pare-chocs avant Pas de conception «bouche et dents», plus grand clignotant dans le pare-chocs avant, partie centrale enfoncée | La Caprice et l'Impala partagent le même pare-chocs avant Pas de conception «bouche et dents», plus grand clignotant dans le pare-chocs avant, partie centrale enfoncée | La Caprice et l'Impala partagent le même pare-chocs avant Pas de conception «bouche et dents», plus grand clignotant dans le pare-chocs avant, partie centrale enfoncée | La Caprice et l'Impala partagent le même pare-chocs avant Pas de conception «bouche et dents», plus grand clignotant dans le pare-chocs avant, partie centrale enfoncée | La Caprice et l'Impala partagent le même pare-chocs avant Pas de conception «bouche et dents», plus grand clignotant dans le pare-chocs avant, partie centrale enfoncée |
| Calandre                         | Caprice Classic | Style "échiquier" de 30X7                                                    | Style "échiquier" de 14X5                                                                                            | 10 groupes de "2X9" | Style "échiquier" de 20X4 | Style "échiquier" de 12X4 | Style "échiquier" de 12X4 | Style "échiquier" de 12X4 | Style "échiquier" de 12X4 | Style "échiquier" de 12X4 |
| Calandre                         | Impala          | Style "toile" de 8X3                                                         | Quatre bandes "6 rectangles"                                                                                         | Style "toile" de 8X6 | 8 groupes de "4X7" | Trois bandes en "8 parties" | Trois bandes en "8 parties" | Trois bandes en "8 parties" | Trois bandes en "8 parties" | Trois bandes en "8 parties" |
| Emblème avant                    | Caprice Classic | Mot "CHEVROLET" sur la calandre, ornement debout de la Caprice Classic       | Mot "CHEVROLET" sur la calandre, ornement debout de la Caprice Classic                                               | Mot "CHEVROLET" sur la calandre, ornement debout de la Caprice Classic                                                                | Mot "CHEVROLET" sur la calandre, ornement debout de la Caprice Classic                                                                                                  | Mot "CHEVROLET" sur la calandre, ornement debout de la Caprice Classic                                                                                                  | Mot "CHEVROLET" sur la calandre, ornement debout de la Caprice Classic                                                                                                  | Mot "CHEVROLET" sur la calandre, ornement debout de la Caprice Classic                                                                                                  | Mot "CHEVROLET" sur la calandre, ornement debout de la Caprice Classic                                                                                                  | Mot "CHEVROLET" sur la calandre, ornement debout de la Caprice Classic                                                                                                  |
| Emblème avant                    | Impala          | Logo Chevrolet doré sur la calandre                                          | Logo Chevrolet collé sur le carénage avant au-dessus de la calandre                                                  | Logo Chevrolet doré sur la calandre                                                                                                   | Logo Chevrolet doré sur la calandre | Logo Chevrolet doré sur la calandre | Logo Chevrolet doré sur la calandre | Logo Chevrolet doré sur la calandre | Logo Chevrolet doré sur la calandre | Logo Chevrolet doré sur la calandre |
| Feu arrière                      | Caprice Classic | "Rouge rouge rouge" et blanc                                                 | "Rouge rouge rouge" et blanc                                                                                         | "Rouge rouge rouge" et blanc | "Rouge rouge rouge" et blanc | "Rouge rouge rouge" et blanc | "Rouge rouge rouge" et blanc | "Rouge rouge rouge" et blanc | "Rouge rouge rouge" et blanc | "Rouge rouge rouge" et blanc |
| Feu arrière                      | Caprice Classic | Feux arrière trapézoïdaux Pas de lignes de partage                           | Feux arrière trapézoïdaux chromés lignes de séparation verticales ligne de séparation horizontale de style "rayures" | Feux arrière trapézoïdaux plus longs, lignes de séparation verticales chromées, feu de recul sous la partie centrale des feux arrière | Trois rectangles indépendants avec bordures chromées | Trois rectangles indépendants avec bordures chromées | Trois rectangles indépendants avec bordures chromées | Trois rectangles indépendants avec bordures chromées | Trois rectangles indépendants avec bordures chromées | Trois rectangles indépendants avec bordures chromées |
| Feu arrière                      | Impala          | Rouge blanc rouge                                                            | Rouge blanc rouge | Rouge blanc rouge | Rouge blanc rouge | Rouge blanc rouge | Rouge blanc rouge | Rouge blanc rouge | Rouge blanc rouge | Rouge blanc rouge |
| Feu arrière                      | Impala          | Amas trapézoïdal, cadre rouge autour du feu de marche arrière                | Amas trapézoïdal horizontal de style "rayures", pas de cadre rouge autour du feu de marche arrière                   | Amas trapézoïdal - même style qu'en 1977, mais longueur augmentée                                                                     | La grappe rectangulaire contient 3 rectangles, un cadre rouge autour du feu de marche arrière                                                                           | La grappe rectangulaire contient 3 rectangles, un cadre rouge autour du feu de marche arrière                                                                           | La grappe rectangulaire contient 3 rectangles, un cadre rouge autour du feu de marche arrière                                                                           | La grappe rectangulaire contient 3 rectangles, un cadre rouge autour du feu de marche arrière                                                                           | La grappe rectangulaire contient 3 rectangles, un cadre rouge autour du feu de marche arrière                                                                           | La grappe rectangulaire contient 3 rectangles, un cadre rouge autour du feu de marche arrière                                                                           |
| Serrure de coffre                | Caprice Classic | Trou de serrure nu                                                           | Trou de serrure recouvert du logo Caprice                                                                            | Trou de serrure nu | Trou de serrure recouvert du logo Caprice | Trou de serrure recouvert du logo Caprice | Trou de serrure recouvert du logo Caprice | Trou de serrure recouvert du logo Caprice | Trou de serrure recouvert du logo Caprice | Trou de serrure recouvert du logo Caprice |
| Serrure de coffre                | Impala          | Un trou de serrure nu                                                        | Un trou de serrure nu                                                                                                | Un trou de serrure nu | Un trou de serrure nu | Un trou de serrure nu | Un trou de serrure nu | Un trou de serrure nu | Un trou de serrure nu | Un trou de serrure nu |
| Volant                           | Caprice Classic | Report de la conception d'avant 77 avec mot "CHEVROLET" et boiseries         | Fond noir avec logo Caprice                                                                                          | Fond noir avec logo Caprice | Fond noir avec logo Caprice | Fond en grain de bois avec logo Caprice | Fond en grain de bois avec logo Caprice | Fond en grain de bois avec logo Caprice | Fond en grain de bois avec logo Caprice | Fond argenté avec le mot "CHEVROLET" |
| Volant                           | Impala          | Report de la conception d'avant 77 avec mot "CHEVROLET" et boiseries         | Couleur de fond identique à la couleur intérieure, avec logo Chevrolet                                               | Couleur de fond identique à la couleur intérieure, avec logo Chevrolet                                                                | Couleur de fond identique à la couleur intérieure, avec logo Chevrolet                                                                                                  | Couleur de fond identique à la couleur intérieure, avec logo Chevrolet                                                                                                  | Couleur de fond identique à la couleur intérieure, avec logo Chevrolet                                                                                                  | Couleur de fond identique à la couleur intérieure, avec logo Chevrolet                                                                                                  | Couleur de fond identique à la couleur intérieure, avec logo Chevrolet                                                                                                  | Fond argenté avec le mot "CHEVROLET" |
| Radio et climatisation Garniture | Caprice Classic | Grain de bois                                                                | Grain de bois | Grain de bois | Grain de bois | Grain de bois | Grain de bois | Grain de bois | Grain de bois | Métal argenté |
| Radio et climatisation Garniture | Impala          | Identique à la couleur intérieure                                            | Identique à la couleur intérieure                                                                                    | Identique à la couleur intérieure | Identique à la couleur intérieure | Identique à la couleur intérieure | Identique à la couleur intérieure | Identique à la couleur intérieure | Identique à la couleur intérieure | Métal argenté |
| 2 portes                         | Caprice Classic | Oui, toutes avec lunette arrière à 3 côtés                                   | Oui, toutes avec lunette arrière à 3 côtés                                                                           | Oui, toutes avec lunette arrière à 3 côtés                                                                                            | Oui | Oui | Oui, mais pas de Landau en 1982 | NON | Oui | Oui |
| 2 portes                         | Impala          | Oui, toutes avec lunette arrière à 3 côtés                                   | Oui, toutes avec lunette arrière à 3 côtés                                                                           | Oui, toutes avec lunette arrière à 3 côtés                                                                                            | Oui | Oui | Non | Non | Non | Non |
| Break                            | Caprice Classic | Oui, Caprice Classic disponible en break pendant 1977–1985                   | Oui, Caprice Classic disponible en break pendant 1977–1985                                                           | Oui, Caprice Classic disponible en break pendant 1977–1985                                                                            | Oui, Caprice Classic disponible en break pendant 1977–1985 | Oui, Caprice Classic disponible en break pendant 1977–1985 | Oui, Caprice Classic disponible en break pendant 1977–1985 | Oui, Caprice Classic disponible en break pendant 1977–1985 | Oui, Caprice Classic disponible en break pendant 1977–1985 | Oui, Caprice Classic disponible en break pendant 1977–1985 |
| Break                            | Impala          | Oui                                                                          | Oui | Oui | Oui | Oui | Non | Non | Non | Non |

Moteurs
- V8 OHV 350 (5,7 L), 1978 à 1985
- V6 (4,3 L), 1985

## Septième génération (Impala SS, 1994-1996)

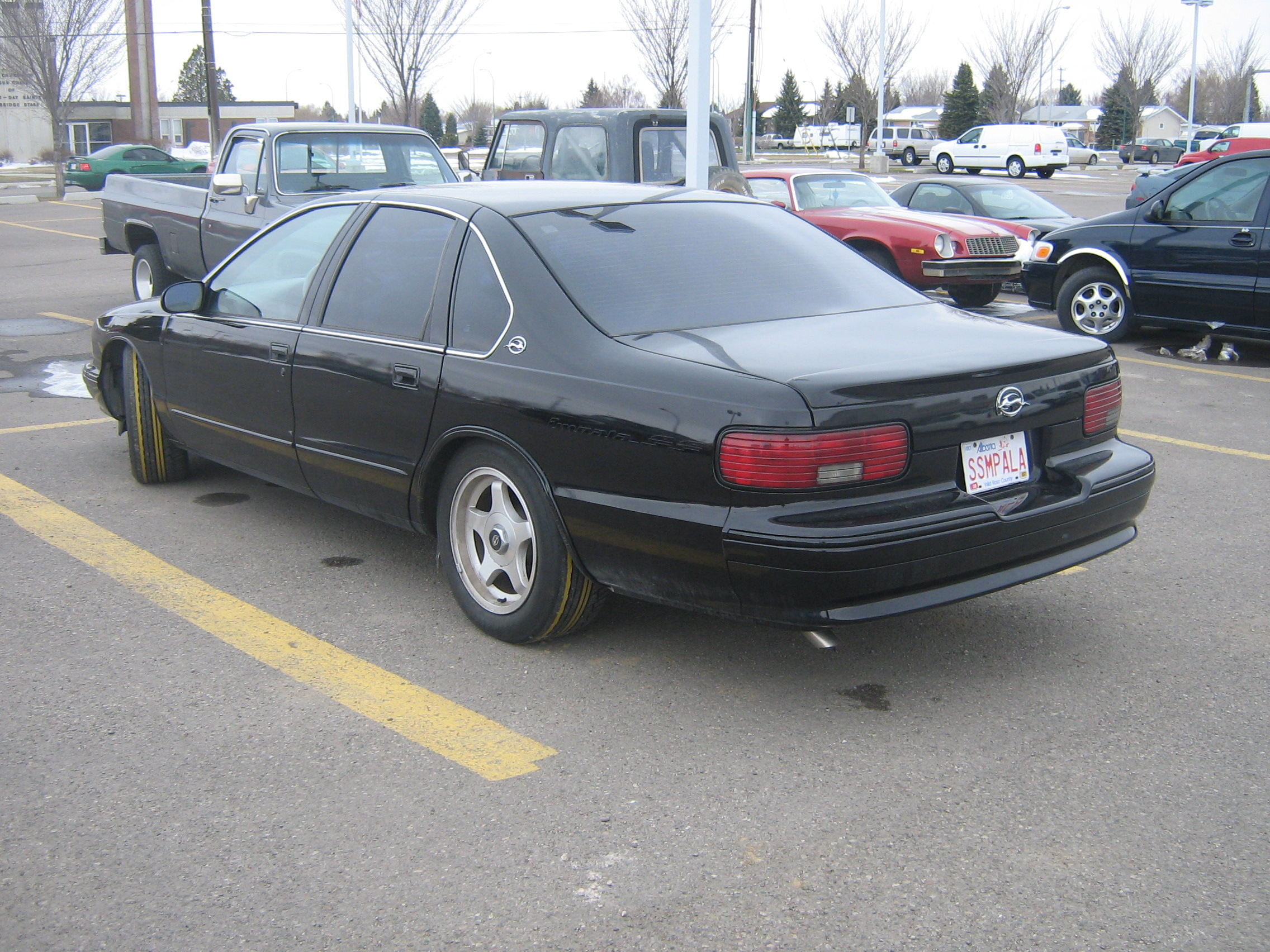
Vue arrière

En 1991, la plate-forme GM B a été retravaillée, mais elle gardait tout de même le petit gabarit du modèle 1977.
En 1994, l’Impala SS est revenue sur le marché, deux ans après un véhicule concept du même nom présenté aux médias et au public. En fait, le concept avait été tellement bien reçu que la version mise en production était pratiquement identique, la seule différence étant le logo Chevrolet couleur chrome plutôt que rouge comme sur le concept. De plus, la motorisation des modèles disponibles n'avait rien à voir avec le concept-car qui avait un moteur de 510 po cu comparé au moteur offert de 350 po cu.
L’Impala SS 1994 était une version plus performante de la Caprice, et est souvent considérée comme l'un des meilleurs véhicules jamais construits par la General Motors. D’un point de vue mécanique, l’Impala SS utilisait quelques options des 9C1 Police Package (destiné aux véhicules de police) de la Caprice comme base, ce qui faisait que l’Impala SS était équipée de certaines options jusqu’alors disponibles seulement pour les agences gouvernementales et les services de police. Ceci incluait une suspension sport renforcée qui lui était propre (la suspension des 9c1 avait une garde au sol plus haute) un système de refroidissement du moteur à grande capacité (élimination du ventilateur mécanique), des disques plus larges et plus efficaces pour les quatre freins (les mêmes que pour les modèles 9c1), deux tuyaux d’échappement (comme tous les modèles munis du moteur 5,7 litres lt1) et d’autres modifications esthétiques selon les années. D'autres options, le refroidisseur externe huile-à-air et les montants sécurisés, étaient réservées à la police. Cependant ces “options” sont devenues populaires chez les propriétaires d’Impala SS qui les obtenaient de revendeurs.
L’Impala SS était équipée d’un différentiel arrière à glissement limité (Code GU8, présent aussi sur tous les modèles de Caprice en option) et d'une couronne d'un ratio de 3,08 en plus d'une suspension 25 mm plus bas. Un moteur reconfiguré GM LT1 5,7 litres V8 était standard sur tous les modèles Impala SS (le même que pour les Caprice sport, code B4U), délivrant 260 ch et 330 livres de torque (couple). La grande différence entre le LT1 de l’Impala SS et celui des Corvette et des Camaro était que celui de l’Impala était équipé de culasses en fonte en lieu et place de l'aluminium, et d'un arbre à cames dessiné pour obtenir une puissance de couple élevée plutôt que pour plus de chevaux-vapeur.

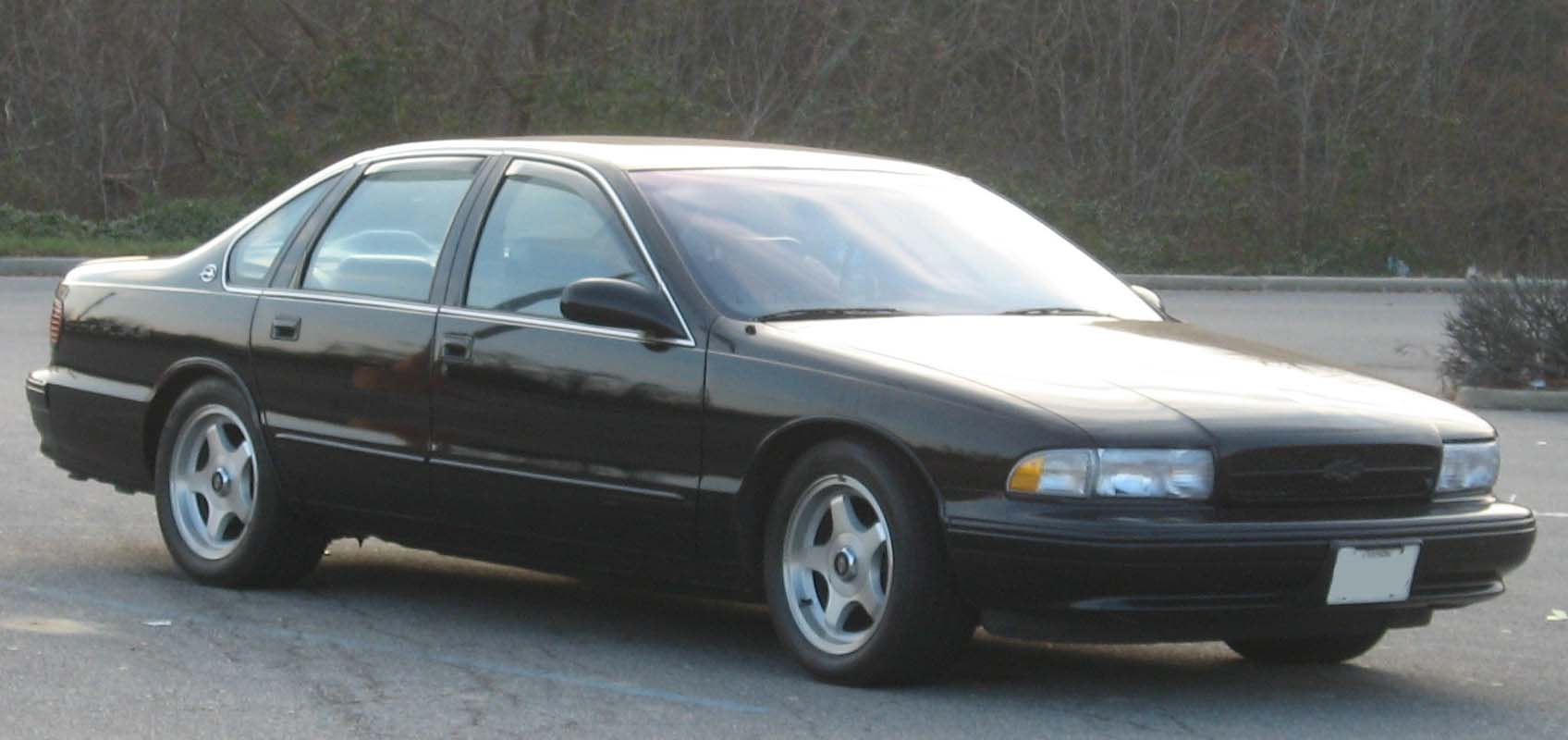
Chevrolet Impala SS (1994-96)

D’un point de vue cosmétique, l’Impala SS avait reçu un équilibre de coloration qui aidait à réduire l’effet parfois gonflé de la Caprice, une grille avant équipée d’une seule barre sans aucun ornement sur le capot, un aileron arrière et, en 1994, un insert sur la petite fenêtre arrière qui arborait le logo Impala. Elle avait des jantes en aluminium brossé de 17 pouces qui supportaient des pneus très larges de 255 mm. À l’intérieur, le véhicule avait une console centrale avec des supports à tasses (modèles 1994-1995) et un compartiment de rangement, des sièges avec assises en cuir décorés du logo Impala SS, et un volant gainé de cuir.
Pour l’année 1994, l’Impala SS n’était disponible qu’en noir avec un intérieur gris dont 6 303 unités ont été vendues. En 1995, les couleurs “Dark Cherry Metallic” (rouge cerise métallisé) et “Dark Grey Green Metallic” (gris vert foncé métallisé) ont été ajoutées en option, et le panneau de la petite fenêtre arrière a été modifié pour refléter les efforts cosmétiques de l’insert. 21 434 véhicules ont été vendus en 1995. 1996 aura été la dernière année de production de cette génération de l’Impala SS et 41 941 unités ont été vendues. Quelques modifications mineures ont été faites cette année, comme le compteur de vitesse numérique qui a été remplacé par un analogique, en plus d’un tachymètre. L'emplacement du levier de vitesse est passé de la colonne à la console centrale, et mécaniquement le véhicule utilisait alors le système d’ordinateur OBD-II.
La ligne entière des plates-formes GM B/D comprenait en plus des Impala et des Caprice les Caprice Wagon, Buick Roadmaster et Cadillac Fleetwood, alors que la General Motors désirait utiliser ses usines pour produire plus de véhicules utilitaires sports (SUV/VUS), plus profitables pour la compagnie. Un autre facteur est que la Caprice était la seule de toutes les voitures de la plate-forme B à être encore vendue en grand nombre depuis que les ventes pour les véhicules de police avaient dépassé celles des véhicules standards de la plate-forme. Une majorité de corps de police préféraient alors la Caprice à la Ford Crown Victoria, même si ironiquement cette dernière était considérée comme étant plus sûre lors de la conduite à grande vitesse. La Crown Victoria n'avait pas une vitesse de pointe aussi élevée que la Caprice 9C1, en contrepartie elle freinait mieux et elle était plus facile à manœuvrer.
De 1958 à 1996, les ventes d'Impala ont dépassé les treize millions d'unités, plus que tout autre gros véhicule dans l'histoire de l'automobile.

### Performance
350 de 264 ch (194 kW) (version de base)
- 0–97 km/h : 7,0 secondes[15]
- 1⁄4 mi (400 m): 15,3 secondes à 146,6 km/h[16]
- Vitesse de pointe : 229 km/h[17]

383 de 410 ch (301 kW) (Callaway Supernatural SS)
Source :
- 0–97 km/h : 5,9 secondes
- 1⁄4 mi (400 m): 14,0 secondes à 161,4 km/h
- Vitesse de pointe : N/A

### Arrêt
La gamme complète de carrosseries B, comprenant les Chevrolet Caprice, Impala SS et Buick Roadmaster, a été abandonnée, car GM voulait que davantage de chaînes de montage soient en mesure de produire des SUV, plus rentables. Une cérémonie a eu lieu à l'usine le 13 décembre 1996, lors de la production de la dernière Impala SS.
|         |      | Verre du pilier C                                                                                              | Rétroviseur                   | Roues                                                                                   | Calandre                                                                                 | Coffre                                            | Siège                                                | Levier de vitesse               | Groupe de jauges                                                                             | Moteur                     |
| ------- | ---- | --- | ----------------------------- | --------------------------------------------------------------------------------------- | ---------------------------------------------------------------------------------------- | ------------------------------------------------- | ---------------------------------------------------- | ------------------------------- | -------------------------------------------------------------------------------------------- | -------------------------- |
| Caprice | 1994 | Triangulaire                                                                                                   | Style piédestal des années 80 | 15 pouces; divers styles pour civil, luxe, taxi, police. Pas de conception "à 5 rayons" | Ornement debout, mot "CHEVROLET" sur la calandre chromée                                 | Logo Chevrolet, garniture chromée, sans spoiler   | 3+3 (banquette avant divisée) Six places             | Changement de vitesse à colonne | Compteur de vitesse et odomètre numériques, jauges pour V, F, P, T, sans tachymètre          | V8 L99 4,3 L; V8 LT1 5,7 L |
| Caprice | 1995 | Quadrilatère                                                                                                   | Pliable moderne               | 15 pouces; divers styles pour civil, luxe, taxi, police. Pas de conception "à 5 rayons" | Ornement debout, mot "CHEVROLET" sur la calandre chromée                                 | Logo Chevrolet, garniture chromée, sans spoiler   | 3+3 (banquette avant divisée) Six places             | Changement de vitesse à colonne | Compteur de vitesse et odomètre numériques, jauges pour V, F, P, T, sans tachymètre          | V8 L99 4,3 L; V8 LT1 5,7 L |
| Caprice | 1996 | Quadrilatère                                                                                                   | Pliable moderne               | 15 pouces; divers styles pour civil, luxe, taxi, police. Pas de conception "à 5 rayons" | Ornement debout, mot "CHEVROLET" sur la calandre chromée                                 | Logo Chevrolet, garniture chromée, sans spoiler   | 3+3 (banquette avant divisée) Six places             | Changement de vitesse à colonne | Compteur de vitesse et odomètre numériques, jauges pour V, F, P, T, sans tachymètre          | V8 L99 4,3 L; V8 LT1 5,7 L |
| Impala  | 1994 | Triangulaire (fenêtre en forme de quadrilatère avec insert pour emblème Impala dans le coin inférieur arrière) | Style piédestal des années 80 | 17 pouces en alliage d'aluminium à 5 rayons                                             | Calandre en forme de croix peinte en couleur de la carrosserie, logo Chevrolet au centre | Logo Impala, sans garniture chromée, avec becquet | Console centrale à Lien complet Sièges baquets avant | Changement de vitesse à colonne | Compteur de vitesse et odomètre numériques, jauges pour V, F, P, T, sans tachymètre          | V8 LT1 5,7 L               |
| Impala  | 1995 | Quadrilatère                                                                                                   | Pliable moderne               | 17 pouces en alliage d'aluminium à 5 rayons                                             | Calandre en forme de croix peinte en couleur de la carrosserie, logo Chevrolet au centre | Logo Impala, sans garniture chromée, avec becquet | Console centrale à Lien complet Sièges baquets avant | Changement de vitesse à colonne | Compteur de vitesse et odomètre numériques, jauges pour V, F, P, T, sans tachymètre          | V8 LT1 5,7 L               |
| Impala  | 1996 | Quadrilatère                                                                                                   | Pliable moderne               | 17 pouces en alliage d'aluminium à 5 rayons                                             | Calandre en forme de croix peinte en couleur de la carrosserie, logo Chevrolet au centre | Logo Impala, sans garniture chromée, avec becquet | Console centrale à Lien complet Sièges baquets avant | Changement de vitesse au sol    | Compteur et tachymètre analogique, odomètre numérique, jauges de température et de carburant | V8 LT1 5,7 L               |

## Huitième génération (2000-2005)

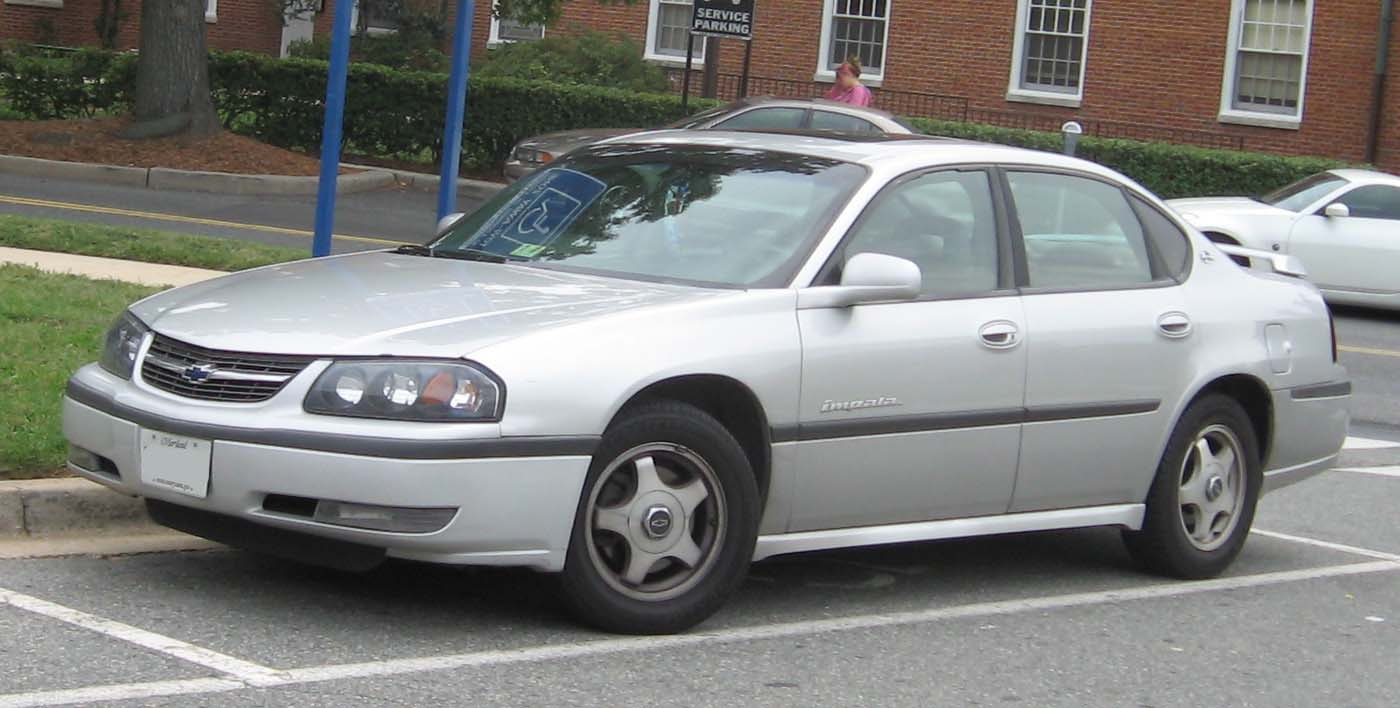
Chevrolet Impala (2000-2005)

L’Impala est réapparue en 2000 comme modèle 4 portes intermédiaire afin de remplacer la Chevrolet Lumina. Elle était fabriquée à Oshawa, Ontario au Canada. Contrairement à ses prédécesseurs, ce modèle était uniquement disponible avec un moteur V6. Ce modèle était basé sur la plate-forme GM W. La nouvelle Impala SS avec un moteur V6 "supercharged" est apparue avec le modèle 2005.
Le nom Impala a été relancé pour l'année modèle 2000 en tant que programme "Hi-Mid" pour renommer la Lumina en Chevrolet Impala[pas clair]. Basé sur la plateforme W-body de la Lumina, elle a été construite à Oshawa Car Assembly à Oshawa, Ontario, Canada. Contrairement aux anciennes Impalas construites sur une carrosserie B, celle-ci était à traction avant et était disponible avec un choix de deux moteurs, le moteur V6 3,8 L sans cesse durable et le moteur V6 3,4 L légèrement plus petit. Une nouvelle Impala SS avec un V6 suralimenté a été sortie pour l'année modèle 2004.
L'Impala était disponible en deux versions de 2000 à 2003. Le modèle de base était équipé de banquettes en tissu, de roues en acier, du V1 LA1 de 182 chevaux (134 kW) de 3,4 litres et d'un groupe d'instruments à 3 jauges. La LS est équipée d'usine de sièges baquets en tissu évolutifs en cuir avec console centrale et changement de vitesse au plancher, scripts de porte et badge de coffre "Impala" de couleur assortie, freins antiblocage, système de contrôle de traction, télédéverrouillage sans clé, feux antibrouillard intégrés, roues en aluminium extensible aux roues en alliage, aileron arrière (en option sur les modèles de base), groupe d'instruments à 4 jauges (avec tachymètre) et le plus grand moteur V6 L36 203 chevaux (149 kW) 3,8 litres. Les options disponibles sur tous les modèles comprenaient un toit ouvrant, un système OnStar, un centre d'information du conducteur avec système HomeLink intégré, des sièges avant chauffants à commande électrique et des roues de 16 pouces inspirées des SS des années 1990. Tous les modèles étaient équipés de vitres, de serrures de porte et de rétroviseurs électriques. Le becquet arrière était une option sur les modèles de base et pouvait être supprimé des modèles LS à la demande des acheteurs.

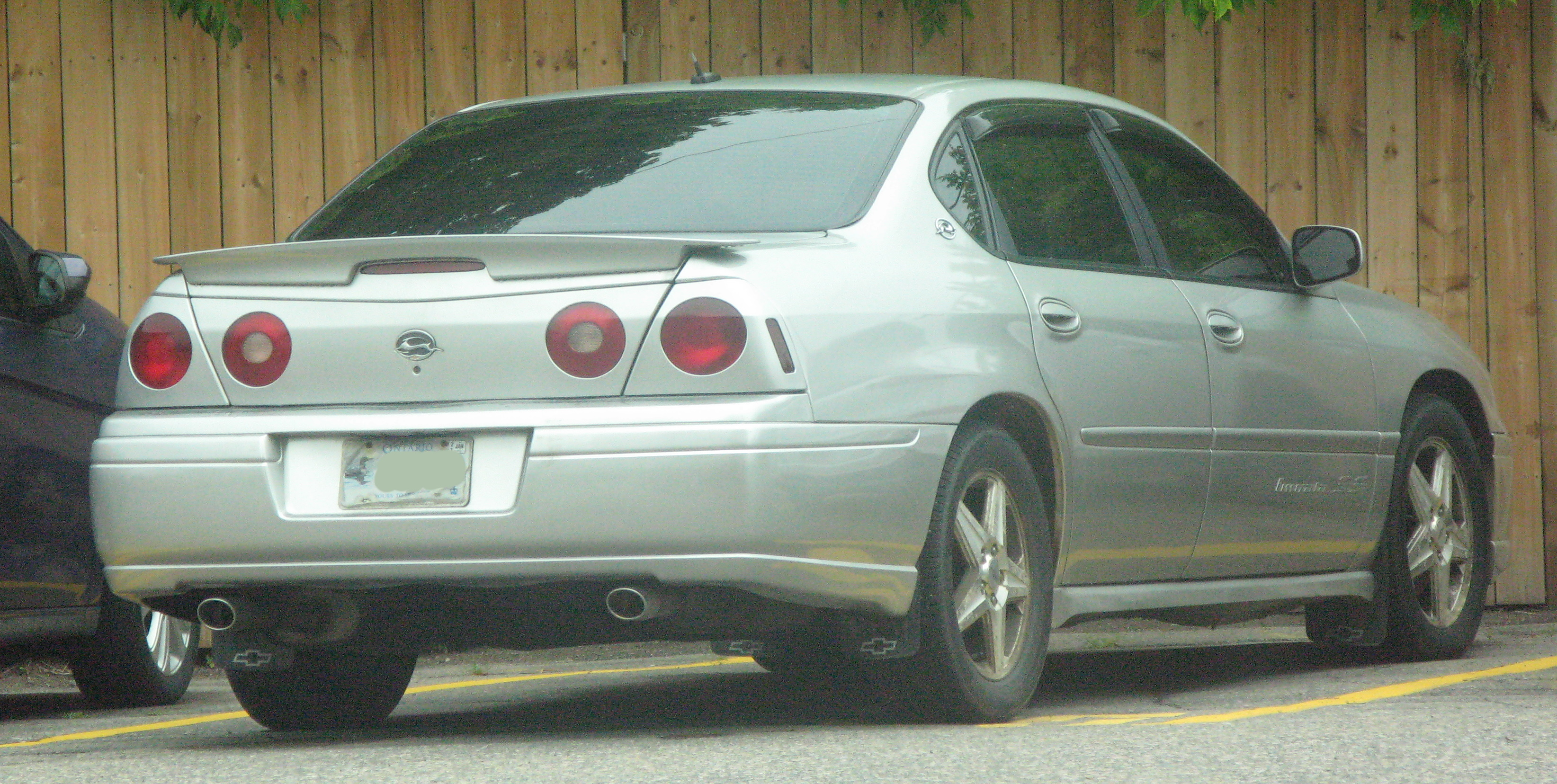
Impala SS de 2005

L'Impala SS de 2004 à 2005 était équipée du moteur V6 L67 suralimenté de 3,8 litres. Il était évalué à 243 chevaux (180 kW) et avait déjà été utilisé dans les Pontiac Grand Prix GTP, Buick Regal GS, Buick Riviera et Pontiac Bonneville SSEI H-body et Buick Park Avenue "Ultra". La berline à traction avant plus légère était aussi rapide que l'Impala SS tant vantée des années 1990, avec des temps de 0 à 97 km/h poussant à 6,5 secondes, par rapport au temps du modèle précédent affichant également 6,5 secondes (bien que de 7,1 secondes en moyenne). Pour commémorer la longue relation de Chevrolet avec l'Indianapolis Motor Speedway et la course d'Indianapolis 500, une édition limitée (4 088 exemplaires) Impala Indy SS a été offerte en 2004, avec une calandre noire avec l'emblème Chevrolet doré qui serait reportée sur tous les modèles d'Impala en 2005, divers logos Indy à l'extérieur et à l'intérieur, roues chromées de 17 pouces, ensemble de jauges et bien plus encore.
La plate-forme GM B n'a pas été beaucoup changé jusqu'en 2000.

### Impala 9C1 et 9C3
Avec les modèles 2000 sont apparus les versions 9C1 Police Package (options police) ainsi que la 9C3 Undercover Police Package (options police banalisée). Ces deux modèles n’étaient disponibles que pour les services de police et ont eu un peu plus de succès que leurs prédécesseurs, les Lumina 9C3. Ces dernières étant plus agiles sur la route par contre.
Cette version comprenait également le package de police sorti pour la première fois en 2000 et le package de police Undercover sorti pour la première fois en 2001, appelés respectivement 9C1 et 9C3. Disponible uniquement pour les forces de l'ordre, les pompiers et les agences EMS, elle a eu beaucoup plus de succès que son prédécesseur, la Lumina 9C3. La 9C1 était un modèle de base avec une suspension plus solide et le moteur V6 de 3,8 litres. Elle était également livrée avec l'option d'une banquette arrière en vinyle et d'un siège avant en tissu ou de sièges arrière en tissu ou de sièges avant et arrière en vinyle. Elle a également offert la préparation d'une cage pour criminelle à installer entre les sièges avant et arrière. Elle n'était disponible que dans quelques couleurs de base. Un autre ajout a été le commutateur "SURV MODE" qui a remplacé le commutateur d'antibrouillard trouvé sur la LS. Cela a permettais au conducteur d'éteindre toutes les lumières du véhicule et de «se cacher»; ce qui n'était pas autorisé avec les modèles civils, car les phares automatiques étaient standard. La 9C3 était équipé de manière comparable a la 9C1, mais la possibilité d'ajouter d'autres options de commodité et plus de choix de peinture et d'intérieur distingue la 9C3.
Les ventes pour les Impala 9C1 et 9C3 ont été fortes auprès des forces de l'ordre et elles ont été particulièrement populaires auprès des flottes de grandes villes comme le NYPD et le service de police de Philadelphie. Cependant, la Ford Crown Victoria P71 détenait toujours la tête des ventes et était préférée par la plupart des agences en raison de sa plus grande taille, son moteur V8 beaucoup plus durable, sa disposition à propulsion arrière et sa plate-forme carrosserie sur châssis.

### Moteurs
- "V6 LA1" 204 (3,4 L) 182 ch (134 kW)
- "V6 L36" 231 (3,8 L) 203 ch (149 kW)
- "V6 L67 Suralimenté" 231 (3,8 L) 243 ch (179 kW)

## Neuvième génération (2006-2016)
La Chevrolet Impala 2006 a été introduite au Los Angeles Auto Show (le salon de l'automobile de Los Angeles, Californie) en 2005. Le moteur de base est un V6 de 214 ch (157 kW).

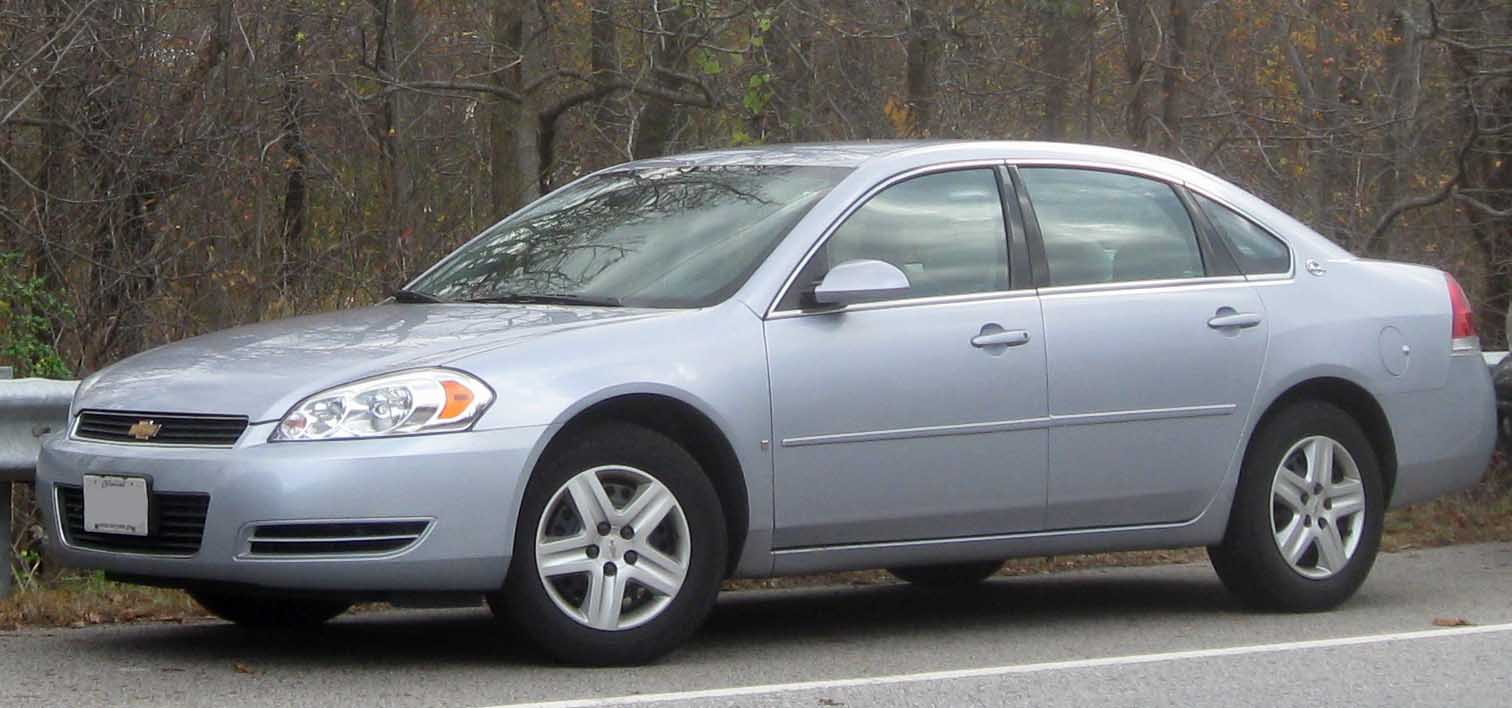
Chevrolet Impala (2006-2012)

La nouveauté la plus remarquable cependant demeure l’utilisation par le modèle SS du moteur GM LS quatrième génération V8 à petit bloc (small block) sur une traction avant pour la première fois chez Chevrolet. Le nouveau moteur 5,3 litres V8 affiche 307 ch (226 kW). L'une des particularités des modèles SS équipés de ce moteur est qu’il n’utilise que quatre des huit cylindres lorsque la puissance maximale n’est pas nécessaire, ce qui permet une grande économie d’essence. D’ailleurs, la version SS de l’Impala 2006 semble être le retour du “muscle car” dans une version plus moderne, et elle est sportive tant du point de vue mécanique qu’esthétique, les lettres SS étant bien à vue sur les portes avant et au centre du volant.
Pour ce qui est du modèle Impala en tant que tel, c’est une version complètement redessinée (tant à l’intérieur qu’à l’extérieur) qui apparaît en 2006. Le logo de la General Motors est apposé sur les portes avant, le logo Chevrolet est d’un doré très éclatant, comme toutes les Chevrolet 2006. Les critiques ont couvert d’éloges cette nouvelle version de l’Impala, disponible en quatre versions (LS, LT, LTZ et SS). L’Impala 2006 utilise toujours la plateforme GM W.

### 2006
L'Impala de 2006 a été présentée au Salon de l'auto de Los Angeles 2005 en janvier,. Comme la Buick LaCrosse, la neuvième génération d'Impala a utilisé la plate-forme GM W mise à jour. Le moteur de base était un V6 de 3,5 L produisant 214 ch (157 kW) et 290 N m de couple à 4 000 tr/min. La nouvelle Impala comportait de nouveaux feux arrière, différents du style à quatre cercles de la génération précédente. Cette Impala a été vendue principalement aux exploitants de flottes, les acheteurs privés représentant le quart des ventes.
Le modèle SS utilisait le V8 petit bloc de génération IV, le premier à le faire dans une Chevrolet à traction avant et le premier V8 dans une berline Chevrolet depuis la Caprice de 1996. Le V8 de 5,3 L (avec déplacement à la demande, appelé Active Fuel Management ou AFM) de 307 ch (226 kW). Avec l'utilisation du V8 LS4 de 5,3 L, l'Impala SS est capable de remporter en 5,6 secondes de 0 à 97 km/h et le quart de mile en 14,2 secondes à 163 km/h. L'Impala de neuvième génération mesurait 5 090 mm de long, 1 491 mm de haut et 1 852 mm de large avec un coefficient de traînée de 0,33.
Les niveaux de finition disponibles pour la neuvième génération étaient respectivement les LS, LT, LTZ et SS. Les sièges pour six passagers n'étaient disponibles qu'en option sur les modèles LS et LT. Le revêtement en cuir était de série sur les modèles LTZ et en option sur les modèles LT. La neuvième génération d'Impala comportait une console centrale en bois avec des accents chromés sur tous les principaux boutons de commande. Le tableau de bord comportait un logo Impala chromé intégré dans la garniture en grain de bois qui traverse du tableau de bord vers les portes. Les boutons de commande trouvés dans le cockpit du véhicule étaient similaires à ceux trouvés dans les modèles Buick ainsi que la Cadillac DTS, qui comportaient toutes une console centrale similaire. Une autre révision intérieure a été l'emplacement des porte-gobelets, qui ont été déplacés sous la section médiane de la console centrale du véhicule.
La LS était le modèle de base. Elle proposait des roues en acier avec enjoliveurs (jantes en alliage plus tard), une chaîne stéréo AM / FM avec lecteur CD à un seul disque (six disques en option) et une capacité MP3, SiriusXM, prise d'entrée auxiliaire, six haut-parleurs, entrée sans clé, climatisation, surfaces d'assise en tissu et un choix de deux baquets avant ou une banquette avant unique. La LT était le modèle milieu de gamme. Elle offrait des jantes en alliage et des sièges avant chauffants en option. La LTZ était le modèle le plus luxueux. Elle proposait des sièges en cuir chauffants, une chaîne stéréo AM / FM avec capacité CD / MP3 (six disques en option), SiriusXM, un système audio haut de gamme Bose à huit haut-parleurs, un toit ouvrant électrique, un système de sécurité et OnStar. La SS était le modèle haut de gamme qui offrait un moteur V8 de 5,3 L, sièges chauffants en cuir avec logo SS brodés, des roues unique en alliage de 18 pouces au fini usiné et des badges SS (le modèle de 2006-2009 était la première Impala avec un moteur V8 depuis 1996). La finition SS a été abandonnée après 2009, laissant la LTZ comme modèle haut de gamme pour et le plus puissant pour 2010. Un rafraîchissement mécanique pour 2012 a apporté un V6 de 3,6 L révisé (avec distribution variable des soupapes) aux versions LS, LT et LTZ en tant qu'offre de moteur unique, associé à une transmission automatique à 6 vitesses mise à jour. La nouvelle combinaison a de nouveau poussé l'Impala à une puissance nominale de 300 chevaux et s'est poursuivie avec l'Impala Limited de 2014 à 2016.

### 2007
En 2007, l'Impala a reçu le V6 FlexFuel de 3,5 litres et l'insigne arrière Flex Fuel pour les LS, LT, LTZ et Touring. Un nouveau V6 de 3,9 L avec l'AFM était disponible. La SS a conservé la même transmission et n'a pas reçu la fonction FlexFuel en raison de la nature haute performance du groupe motopropulseur. Un système de surveillance de la pression des pneus, un régulateur de vitesse et un lecteur CD étaient de série sur tous les modèles, et un becquet d'usine était une option disponible. La LT avait des roues en alliage de 16 pouces à cinq rayons. Le système OnStar de génération 7 avec navigation pas à pas a été inclus lorsque le service de directions et de connexions disponibles a été sélectionné. La SS avait des sièges standard en cuir et une radio satellite XM, XM étant en option sur les versions LS, LT et LTZ. Une nouvelle finition Luxury Edition comprenant des sièges en cuir, des sièges arrière rabattables et un becquet arrière a été proposé sur la LT. Il y avait quatre nouvelles couleurs extérieures: Precision Red, Imperial Blue Metallic, Bordeaux Red et Red Jewel Tintcoat, ainsi qu'une "Impala RSS" équipé de Regency. La RSS comprenait des roues agressives, des pare-chocs avant / arrière et des extensions de bas de caisse, un aileron et diverses améliorations intérieures.

### 2008
Pour commémorer le 50e anniversaire de l'Impala, une 50th Anniversary Edition a été lancée au printemps 2008. Basé sur la LT, elle a ajouté une suspension sport FE3 (remplaçant la suspension touring FE1), l'ABS sur les quatre roues, des jantes en alliage de style SS de 18 pouces (remplaçant les roues de 16 pouces), un becquet arrière de style SS, des insignes Impala "50th Anniversary" sur les montants C, sièges bicolores garnis de cuir avec logos «50th» brodés sur les appuie-tête avant, siège conducteur à huit réglages électriques, volant gainé de cuir avec fils de couleur contrastante, commandes audio incluses, tapis en ébène, tapis de sol en ébène avec filetage d'accent, emblèmes "50th" Anniversary sur les plaques de seuil et un choix de deux couleurs extérieures haut de gamme: Black Granite Metallic et Red Jewel Tintcoat. Une finition Luxury Edition était à nouveau disponible sur la LT et comprenait désormais également un volant gainé de cuir, des commandes audio montées au volant, un contrôle de la traction et des freins antiblocage.

### 2009
Pour l'année modèle 2009, l'Impala a reçu trois nouvelles couleurs extérieures: Victory Red, Silver Ice Metallic et Aqua Blue Metallic, tandis que l'applique du tableau de bord en aluminium brossé n'était plus disponible. Tous les modèles utilisaient le spoiler de style SS (en fait mis en place pour la fin de l'année modèle 2008). Le niveau de finition Touring a été abandonné pour 2009. Les sièges en cuir n'étaient plus disponibles en combinaison avec la banquette avant divisée 40/20/40. L'AFM est restée sur le V8 de 5,3 L avec un réservoir d'essence de 17 gallons pour le modèle SS, mais n'était plus disponible sur le V6 de 3,9 L pour les modèles LT et LTZ. Une finition Sun and Wheel était disponible sur les modèles 1LT, y compris un toit ouvrant électrique, une console au pavillon avec Homelink et des roues en aluminium de 17 pouces. Un système audio Bose Premium faisait désormais partie du pack Luxury Edition proposé sur les modèles LT. Les coussins gonflables latéraux pour le thorax étaient standard.

### 2010
Pour l'année-modèle 2010, l'Impala était la seule voiture GM W-body en production, bien que le modèle SS à huit cylindres ait été abandonné. Les modèles LT comprenaient des phares antibrouillard et offraient une fois de plus une finition Luxury Edition en option. Le V6 de 3,9 L n'était plus disponible pour le modèle LT. Deux nouvelles couleurs extérieures étaient disponibles: Summit White et Cyber Gray Metallic, et quatre couleurs extérieures ont été supprimées. Le groupe de commodité (PDG), la chaîne stéréo AM / FM avec changeur de CD à 6 disques au tableau de bord et le filet de coffre ne sont plus disponibles. Les emblèmes Impala sur les panneaux de voile arrière ainsi que l'insigne de couvercle de coffre arrière sur les modèles LS ont été supprimés. Les modèles de début 2010 avaient les badges GM, mais ont également été supprimés plus tard,.

### 2011
Pour l'année modèle 2011, l'Impala est revenue dans les versions LS, LT et LTZ. Les moteurs disponibles étaient un V6 de 3,5 L (LS ou LT) ou un V6 de 3,9 L (LTZ uniquement). Une finition Luxury Edition était à nouveau une option sur la LT et comprenait des sièges chauffants en cuir, un siège passager avant à réglage électrique en 6 directions, un système audio Bose Premium, une radio XM, un rétroviseur à atténuation automatique, une télécommande universelle pour la maison, des rétroviseurs extérieurs chauffants et becquet arrière. L'Impala de 2011 avait les mêmes roues que l'Impala de 2012-2013, mais l'Impala de 2011 était la dernière année modèle où la garniture chromée du couvercle du coffre était apparue.

### 2012
Pour l'année modèle 2012, l'extérieur a reçu une légère rénovation et 4 versions: Impala standard, LS, LT et LTZ. Les moteurs de 3,5 et 3,9 L ont été abandonnés au profit d'un seul LFX de 3,6 L qui délivre 300 ch (225 kW) et 355 N m de couple. La transmission automatique à quatre vitesses est également supprimée au profit d'une automatique à six vitesses. L'Impala a également reçu de nouvelles finitions, notamment la finition LS Uplevel, la finition LS OnStar et Bluetooth, la finition LT Sunroof, la finition LT OnStar et la finition LT OnStar et Bluetooth.

### 2013
Pour l'année modèle 2013, l'Impala était en grande partie un report du modèle de 2012. Les versions disponibles étaient à nouveau LS, LT et LTZ. C'était la dernière Impala au détail à être offerte avec une banquette et une transmission à changement de vitesse sur colonne en option. Une finition Luxury Edition, vu pour la dernière fois sur le modèle de 2011, est revenu en option sur la LT et comprend des surfaces en cuir perforé, des sièges baquets avant chauffants à 8 réglages côté conducteur et à 6 réglages électriques côté passager, un rétroviseur intérieur automatique assombrissant, télécommande universelle pour la maison, rétroviseurs extérieurs chauffants à réglage électrique, système audio haut de gamme Bose à 8 haut-parleurs, changeur de CD à six disques au tableau de bord qui lit les fichiers MP3 et WMA, avec Radio Data System, radio satellite Sirius-XM, ainsi qu'une entrée auxiliaire. Ce fut notamment la dernière voiture de production à avoir une banquette à l'avant. En raison de la sortie anticipée du modèle de 2014 redessiné, l'Impala de 2013 avait une année modèle abrégée.

### Impala Limited (2014-2016)

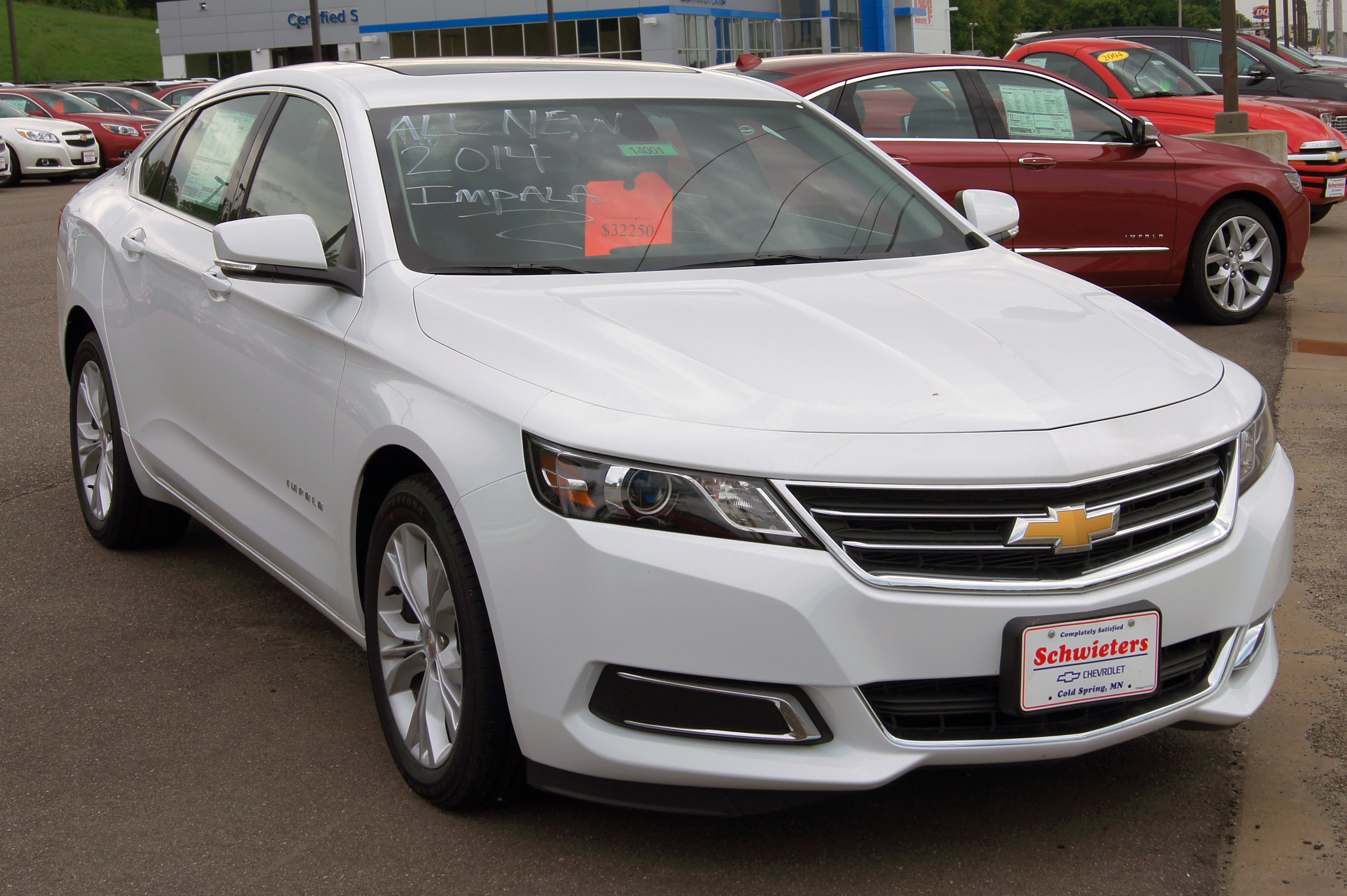
Chevrolet Impala (2013-)

Avec la fermeture de l’usine d’Oshawa prévue en 2008, Chevrolet a annoncé que la plate-forme W va cesser d’être utilisée pour l’Impala et qu’elle va utiliser la nouvelle plate-forme GM Zeta.
La nouvelle Impala est lancée le 4 mars 2013. Le modèle de la dixième génération est officiellement mis en vente au public en avril 2013. La production régulière de l'Impala a commencé dans l'usine d'Oshawa.
Le modèle de neuvième génération est resté en production dans les versions LS, LT et LTZ jusqu'à l'année modèle 2016 en tant que voiture de location, de flotte et de police sous le nom de modèle révisé "Impala Limited". L'usine consolidée d'Oshawa, au Canada, a continué de fabriquer l'Impala Limited, ainsi que la Chevrolet Equinox. La production s'est terminée en mai 2016.

### Impala 9C1 & 9C3

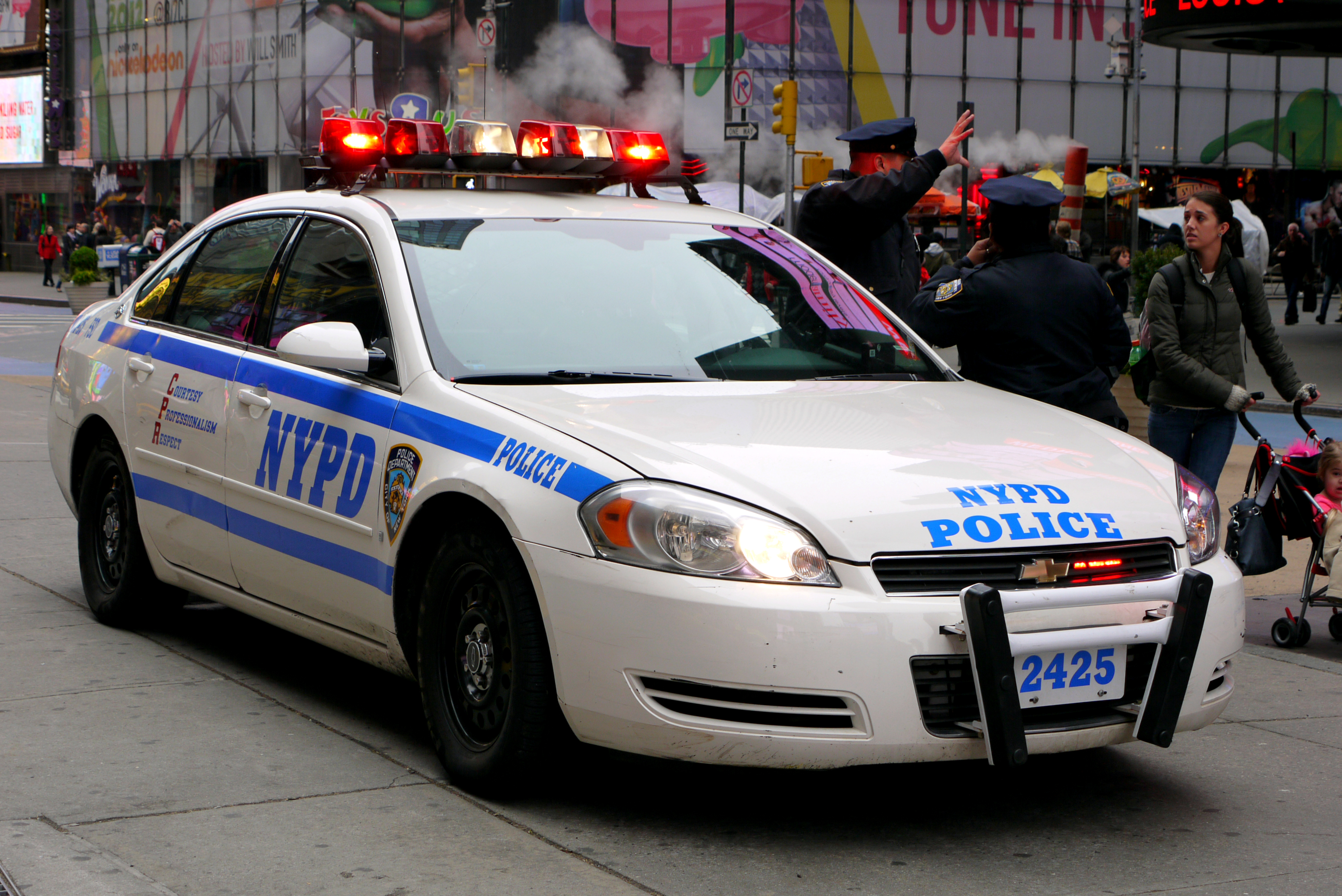
Impala finition de Police

L'Impala a de nouveau été offerte comme véhicule de police sous la forme de la neuvième génération. Les modèles 9C1 et 9C3 étaient basés sur le modèle LS, mais proposaient des roues en acier ou des roues en acier avec enjoliveurs, un revêtement de sol en caoutchouc en option, une préparation pour les équipements de police tels que sirènes, radios, éclairage, badges spéciaux, poignées de porte, fenêtres et serrures de porte arrière inutilisables. Elle était également livré avec l'option d'une banquette arrière en vinyle ainsi qu'un siège avant en tissu ou de sièges avant et arrière en tissu ou de sièges avant et arrière en vinyle. De plus, elle offre une préparation d'une cage criminelle à installer entre les sièges avant et arrière. Les feux antibrouillard vus sur les LT, LTZ et SS étaient facultatifs en 2008 et sont restés en option jusqu'en 2012. Les 9C1 et 9C3 avaient également la possibilité d'voir le spoiler des LT et LTZ jusqu'à ce qu'il soit remplacé par le spoiler qui se trouve sur les SS en 2009. En 2007, la gestion active du carburant est devenue une option à tous les niveaux pour l'Impala. Les berlines de police ont reçu la capabilité FlexFuel en 2008 pour concurrencer la Ford Crown Victoria Police Interceptor, qui a également reçu une fonctionnalité similaire lui permettant d'utiliser l'E85. De 2006 à 2011, les modèles Impala 9C1 et 9C3 utilisaient le V6 de 3,9 L jumelé à la transmission robuste 4T65E-HD et avait un double échappement standard. Les berlines de police ont utilisé le radiateur et le système de refroidissement de la SS et une mise à niveau du moteur standard de 3,9 L (utilisé dans l'Impala LTZ). En outre, les roues en acier robuste n'ont pas été repensées. A la place, la berline de police a utilisé les enjoliveurs centraux d'origine ou les enjoliveurs de style ancien qui ont été reportés du modèle de 8e génération. Les 9C1 et 9C3 étaient équipées d'un gobelet de verrouillage de coffre externe à partir de 2008, ces fonctionnalités n'était pas disponible pour la version civile de la voiture. Les modèles de police 9C1 et 9C3 avaient le grain de bois standard pour l'année modèle 2006 jusqu'en 2007, ou il a été remplacé par une garniture intérieure aluminisée. En 2010, la garniture intérieure aluminisée a été remplacée par de la fausse fibre de carbone. Pour le rafraîchissement de l'année modèle 2012, les 9C1 et 9C3 ont remplacé les phares antibrouillard par des conduits de refroidissement des freins non visibles sur les modèles civils, garniture extérieure du coffre couleur carrosserie, de large roues de 17 pouces avec de nouveaux enjoliveurs et le même V6 LFX qui alimente l'Impala civil, jumelé avec une transmission automatique à six vitesses. Après l'introduction de l'Impala de dixième génération, les Impala 9C1 et 9C3 de neuvième génération sont restées en production sous le nom d'Impala Limited et avait un badge "Limited" sur le coffre. La Caprice PPV a succédé à l'Impala 9C1 après la fin de la production en 2016. Jusque-là, la Caprice 9C1 et l'Impala 9C1 étaient proposés simultanément.

### Moteurs
- V6 213 (3,5 L) de 214 ch (157 kW), 2006-2011
- V6 217 (3,6 L) de 306 ch (225 kW), 2012-2013
- V6 237 (3,9 L) de 245 ch (180 kW), 2006
- V6 237 (3,9 L) de 236 ch (174 kW), 2007-2008
- V6 237 (3,9 L) de 227 ch (167 kW), 2009-2011
- V8 325 (5,3 L) de 307 ch (226 kW), 2006-2009

## Dixième génération (2014-2020)
L'Impala de dixième génération a été présentée au Salon de l'auto de New York 2012 pour l'année modèle 2014, les ventes et la production commençant le 4 mars 2013. L'Impala de dixième génération a été la première berline nord-américaine en 20 ans à obtenir le meilleur score de Consumer Reports, avec un score de 95 sur 100 possibles,.
Cette Impala de dixième génération est plus grande que la génération précédente, partageant la plate-forme traction Epsilon II étendue avec la Cadillac XTS. Elle était assemblée à Oshawa, Ontario, Canada, aux côtés de la neuvième génération d'Impala (désormais renommée Impala Limited exclusivement pour la flotte et la location), et à l'assemblée Detroit / Hamtramck aux États-Unis,. Tous les niveaux de finition sont équipés d'une transmission automatique à six vitesses avec mode sport et changement de vitesse manuel.
Les modèles de dixième génération ont été expédiés à des concessionnaires à travers l'Amérique du Nord le 25 mars 2013 et ont officiellement été mis en vente au public le 1er avril 2013. Le même jour, la production régulière de l'Impala (les versions équipées de l'eAssist de 2,4 L et 3,6 L / sur les versions LT2 et LTZ2 uniquement) a commencé dans leur usine d'Oshawa, tandis que la production à l'usine GM de Detroit-Hamtramck (versions équipées de 2,5 L / LS , LT1 et LTZ1) a commencé la production le 8 avril et est arrivée chez les concessionnaires en mai. Les versions eAssist ont été mises en vente au quatrième trimestre 2013.
En 2014, l'Impala a vu sa part du marché des berlines full-size augmenter à 14,7 %, contre 6,9 % en 2013.
L'Impala de 2014 est livrée en standard avec des roues de 18 pouces (19 et 20 pouces offertes dans des versions plus hautes), des phares HID à profil bas et des feux de jour à LED (sur finition LTZ) et offerts en trois moteurs; un 4 cylindres de 2,5 litres (la première fois que l'Impala utilisera ce type), un 4 cylindres de 2,4 litres avec technologie d'assistance hybride et un V6 de 3,6 litres. L'intérieur est équipé d'un écran couleur de 11 cm avec Chevrolet MyLink (versions LT et LTZ), HD Radio (toutes versions) et Pandora Radio (versions LT et LTZ), suppression active du bruit pour toutes les finitions à 4 cylindres, toutes les nouvelles caractéristiques de sécurité comprenaient 10 airbags standards combinés avec OnStar. Les caractéristiques optionnelles du modèle de 2014 comprenaient «régulateur de vitesse adaptatif à pleine vitesse, freinage anti-collision, alerte de collision avant, avertissement de sortie de voie, alerte de zone aveugle latérale, alerte de circulation transversale arrière, caméra arrière et aide au stationnement arrière».

### Modifications des années modèles
Pour 2015, la 4G LTE a été ajoutée à OnStar en tant que fonctionnalité en option. La radio HD n'était plus offerte à partir de l'année-modèle 2015. De plus, la version eAssist a été abandonnée en raison de faibles ventes.
Pour l'année modèle 2016, l'Impala est passée de cinq à quatre versions de niveau: LS, LT1, LT2 et LTZ2. Une finition d'aspect Midnight a été ajoutée en tant que mise à niveau pour les versions LT et LTZ, qui comprenaient des roues à poche noire uniques et des badges noirs brillants en plus de la peinture noire standard. Cinq nouvelles couleurs ont été introduites: Siren Red Tintcoat, Citron Green Metallic, Heather Gray Metallic, Mosaic Black Metallic et Green Envy Metallic; six couleurs ont été abandonnées: Autumn Bronze, Red Rock, Crystal Red Tintcoat, Ashen Gray, Silver Topaz et Champagne Silver. Le jeu de couleurs intérieures Jet Black / Brownstone a été abandonné. Les modèles de 2016 étaient également équipés d'une nouvelle batterie de 800 ampères à démarrage à froid, remplaçant le 900 CCA. La recharge sans fil pour les appareils, les garde-boues avant et arrière, ainsi que l'alerte de changement de voie ont été ajoutées. Le lecteur de CD était désormais uniquement offert en équipement standard sur la LTZ, mais disponible en option sur d'autres versions dans le cadre de finition Technology. 2016 a également vu l'ajout des fonctionnalités Apple CarPlay et Android Auto Capability; une seule marque de téléphone à la fois peut être utilisée,.
En plus du «OnStar / Connections plan» renommé en «Guidance plan», les finitions d'options de l'Impala de 2016 ont été renommés:
- De LS Convenience à Protection Package
- De Advanced Safety à Driver Confidence Package
- De Premium Seating à Leather Package
- De Premium Audio et Sport Wheels à Technology Package
- De Comfort et Convenience à Enhanced Convenience Package
- De Premium Audio à Advanced Technology Package

L'Impala de l'année-modèle 2017 n'a connu que des changements mineurs, le haut de gamme LTZ renommée en tant que finition Premier et le Pepperdust Metallic présenté comme une nouvelle option de couleur. La version LS, auparavant disponible uniquement avec le moteur quatre cylindres, est devenue disponible avec le moteur V6 en plus du moteur quatre cylindres.
L'Impala de l'année modèle 2018 est passée de quatre versions à trois: LS, LT et Premier. La version LT a ajouté les options Entertainment et Leather, tandis que la version Premier a reçu l'option haut de gamme Convenience. Le démarrage sans clé, la vue de la caméra arrière et MyLink sont devenus de série sur les trois versions et la version LS supprime l'écran de 11 cm et les fonctionnalités de radio AM / FM. Les feux de jour sont devenus standard sur la LT et la navigation est devenue standard sur la Premier. Au cours du troisième trimestre de 2018, trois nouvelles couleurs, Nightfall Gray, Cajun Red Tintcoat et Graphite Metallic, ont été introduites.

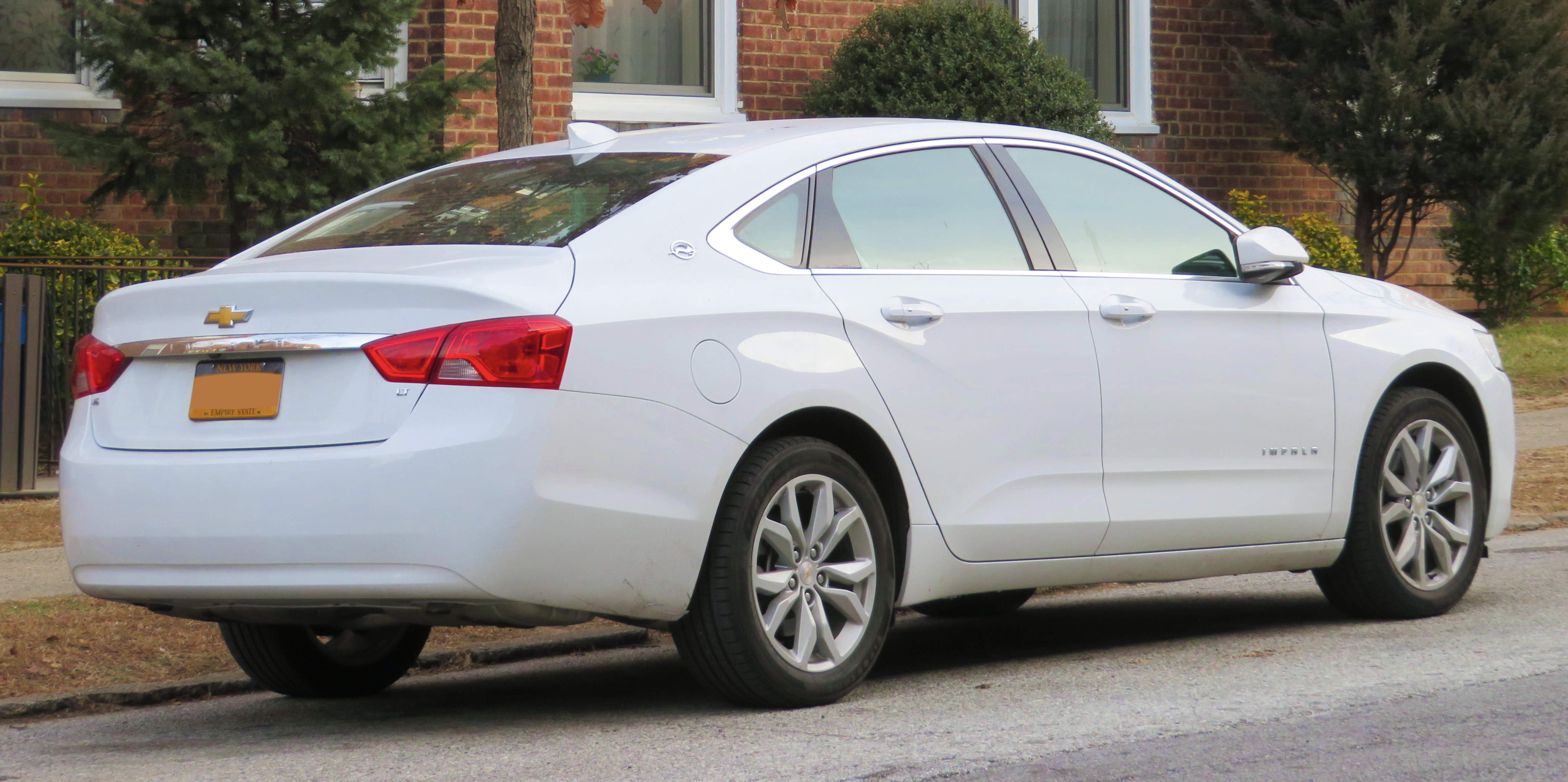
Chevrolet Impala LT (US)

L'Impala de l'année modèle 2019 n'a vu que des changements mineurs. L'intérieur noir de jais a été ajouté à l'ensemble de commodité sur la LT, tandis que les verrous de roue de niveau accessoire sont devenus standard sur toutes les versions. La couleur Graphite Metallic a été arrêtée.
L'Impala de l'année modèle 2020 (sa dernière année pour la berline) a abandonné la version LS, ne laissant que les versions LT et Premier. Seul le moteur V6 de 3,6 L était offert.

### Moteurs
- "LUK Ecotec" I4 2,4 L de 185 ch (136 kW)
- "LKW Ecotec" I4 2,5 L de 199 à 200 ch (146 à 147 kW)
- "High Feature LFX flex-fuel" V6 3,6 L de 309 ch (227 kW)

### Bi-Fuel de 2015
La Chevrolet Impala Bi-Fuel de 2015 fonctionne au GNC (gaz naturel comprimé) et à l'essence. Dévoilée en octobre 2013 par le PDG de General Motors, Dan Akerson, l'Impala bi-carburant serait proposée aux clients de la flotte et aux détaillants. Il s'agit du seul véhicule full-size au GNC fabriqué en Amérique du Nord. La nouvelle Impala rejoindra la Honda Civic en tant que rare voiture au GNC fabriquée d'usine provenant directement d'un grand constructeur automobile et disponible pour la vente au détail.
La Chevrolet Impala Bi-Fuel de 2015 a une autonomie de 800 km. Elle permettra au conducteur de passer de l'essence au GNC ou du GNC à l'essence en appuyant sur un bouton. Le réservoir de GNC est placé dans le coffre. L'Impala Bi-Fuel était l'une des cinq finalistes pour le prix de la voiture verte de l'année 2015 lors du Salon de l'auto de Los Angeles 2014, mais a perdu contre la BMW i3.

### Marchés internationaux
L'Impala a été mise en vente en Corée du Sud comme véhicule d'exportation pour l'année modèle 2016, marquant la première fois que Chevrolet offrait une berline full-size de construction américaine sur le marché coréen.

### Niveaux de finition
La Chevrolet Impala de dixième génération est disponible en trois niveaux de finition: LS, LT et LTZ (plus tard Premier). Chaque niveau de finition comprend une quantité généreuse d'équipements standard:
La LS comprend: Moteur essence quatre cylindres en ligne EcoTec de 2,5 L (I4), transmission automatique à six vitesses, roues en acier peint en noir de 18 pouces avec enjoliveurs entièrement en plastique, radio LCD couleur de 11 cm avec Bluetooth (Modèles de 2014-2017), système d'infodivertissement Chevrolet MyLink de 20 cm (modèles de 2018-2019), système audio à six haut-parleurs de 100 watts, entrée sans clé, surfaces des sièges en tissu de qualité supérieure (modèles de 2014-2017), surfaces des sièges en tissu de qualité supérieure avec garniture en similicuir (modèles de 2018-2019), siège baquet du conducteur avant à réglage électrique, OnStar avec capacités 4G LTE Wi Fi (modèles de 2015-2019), volant gainé de cuir, banquette arrière rabattable en deux parties, poignées de porte extérieur de couleur assortie et rétroviseurs latéraux noirs. La version LS a été abandonnée après l'année modèle 2019.
La LT ajoute de la LS: Roues de 18 pouces en alliage d'aluminium, système d'infodivertissement Chevrolet MyLink de 20 cm, système de sécurité, démarrage à distance du véhicule, surfaces des sièges en tissu de qualité supérieure avec garniture en similicuir, deux sièges baquets avant à réglage électrique, rétroviseurs latéraux de couleur assortie et garnitures intérieures en bois.
La LTZ (Premier) ajoute de la LT: Moteur à essence V6 VVT de 3,6 L avec capacités FlexFuel, jantes en alliage d'aluminium de 19 pouces, accès sans clé avec démarrage par bouton-poussoir, surfaces de sièges garnies de cuir de luxe, deux sièges avant et arrière chauffants, volant chauffant gainé de cuir , feux de jour à LED extérieurs (DRL), système de caméra de recul, poignées de porte extérieures de couleur assortie avec capteurs tactiles et rétroviseurs latéraux chromés.

## Arrêt
Il y avait des spéculations que GM arrêterait l'Impala en 2018 en raison de la baisse des ventes de berlines full-size américaine, afin de faire de la place pour une production accrue de SUV multisegments. Cependant, le PDG de GM, Mary Barra, a déclaré plus tard que contrairement à Ford et à FCA, GM n'avait pas l'intention de quitter le marché des berlines, et a déclaré à l'époque que l'Impala continuerait d'être produite comme moyen de combler le vide laissé par le départ prévu de la Ford Taurus en 2019.
Plus tard, GM a inversé le cap et a fait des plans pour mettre au ralenti les installations de montage de Detroit-Hamtramck et Oshawa et retirer la plaque signalétique Impala. Après avoir initialement prévu de mettre fin à la production en juin 2019, GM a décidé de maintenir l'Impala en production, avec l'extension des usines d'assemblage au ralenti jusqu'en 2020,. La Chevrolet Impala finale a été construite à l'usine d'assemblage de Detroit / Hamtramck le 27 février 2020.

## Ventes annuelles
La Chevrolet Impala a été lancée entre 1966 et 1968. Les deux modèles, l'Impala convertible et le coupé Impala caprice sont tous deux fabriqués aux États-Unis (une dizaine d’usines d’assemblage) et au Canada (Ontario ou Québec). Leur chiffre de production n'est pas déterminé jusqu'à ce jour.
| Année civile | États-Unis |
| ------------ | ---------- |
| 2000         | 174 358    |
| 2001         | 208 395    |
| 2002         | 198 918    |
| 2003         | 267 882    |
| 2004         | 290 259    |
| 2005         | 246 481    |
| 2006         | 289 868    |
| 2007         | 311 128    |
| 2008         | 265 840    |
| 2009         | 165 565    |
| 2010         | 172 078    |
| 2011         | 171 434    |
| 2012         | 169 351    |
| 2013         | 156 797    |
| 2014         | 140 280    |
| 2015         | 116 825    |
| 2016         | 97 006     |
| 2017         | 75 877     |
| 2018         | 56 556     |
| 2019         | 44 978     |

## Sécurité
Dans les tests de collision de l'Insurance Institute for Highway Safety, l'Impala de 2000 à 2005 a reçu une «bonne» note globale pour ses bonnes performances structurelles et aucune chance de blessure significative lors d'un accident de sa gravité, à l'exception peut-être d'une légère blessure à la jambe inférieure gauche, comme une ecchymose ou une entorse. L'Impala de 2006 à maintenant obtient un score global "Acceptable" moindre pour les collisions frontales. et un «bon» score pour les impacts secondaires. Les airbags rideaux latéraux sont de série pour les rangées avant et arrière; les coussins gonflables latéraux du torse auparavant indisponibles sont devenus de série à tous les niveaux de finition à partir de l'année modèle 2009. GM a apporté quelques améliorations structurelles mineures à l'Impala, à partir de décembre 2009; les modèles produits après cela ont reçu une "bonne" note au test de collision frontale décalée de l'IIHS.
En septembre 2009, une équipe d'enquête d'une station de nouvelles locale du Rhode Island a découvert que les clients de flotte de GM qui avaient acheté l'Impala de 2006-2009 pouvaient les commander avec les airbags rideaux latéraux supprimés pour une économie de 175 $ par véhicule. Parce que ces flottes vendent généralement leurs voitures après deux à trois ans d'utilisation, bon nombre des Impala qui ont été construites sans airbags rideaux latéraux sont devenues des voitures privées. Les propriétaires actuels peuvent être en mesure de dire si leur voiture a des airbags latéraux en vérifiant le VIN ou en vérifiant si "Airbag" est imprimé sur le support de toit entre les rangées avant et arrière.
Un autre danger pour la sécurité, affectant les Impala des années modèle 2007 et 2008, est l'usure prématurée des pneus arrière causée par des composants de suspension arrière défectueux. Les véhicules de police ont été mis à niveau pour corriger ce défaut et les organismes d'application de la loi ont été indemnisés pour les dépenses engagées pour le remplacement des pneus, mais les véhicules civils n'ont pas été rappelés. En conséquence, les propriétaires d'Impala ont lancé un recours collectif en juillet 2011 contre General Motors. En réponse, la direction actuelle de General Motors a affirmé environ un mois plus tard qu'elle n'était pas responsable de réparer les véhicules défectueux fabriqués avant le renflouement de General Motors. Par la suite, fin septembre, un nouveau procès, contestant la réponse de GM, a été engagé par trois des 400 000 propriétaires d'Impala. (GM est également confronté à un différend juridique similaire concernant une mise à niveau pré-faillite de son système OnStar qui a laissé des milliers d'utilisateurs sans service en violation de leurs contrats payés.)
Le 22 avril 2014, la NHTSA a ouvert une enquête sure 60 000 modèles Chevrolet Impala de 2014 pour des problèmes liés au système de freinage d'urgence de la berline. Cela a fait suite à la réception par la NHTSA d'une plainte d'un conducteur qui avait subi une "activation inappropriée du système de freinage d'urgence", ajoutant "alléguant que le système d'assistance au conducteur a activé de manière inappropriée le freinage d'urgence, arrêtant complètement le véhicule en vertu de ce que le conducteur considérait comme étant une pleine force de freinage." Le conducteur a également ajouté qu'il avait entendu trois à quatre bips du système pendant qu'il conduisait le véhicule loué, qui ne comptait que 4 000 km. GM coopère pleinement à l'enquête.

## Récompenses
Le magazine Motor Trend a décerné à la Chevrolet full-size, dont l'Impala, le titre de Voiture de l'année 1977.
Les magazines Automotive Fleet et Business Fleet ont décerné à l'Impala la voiture de flotte de l'année 2006, 2007 et 2008,.
Le Canadian Automobile Association (CAA) a choisi l'Impala pour son prix Pyramid Award 2006 pour les initiatives environnementales pour le lancement de son nouveau modèle E-85 à l'éthanol.

## NASCAR

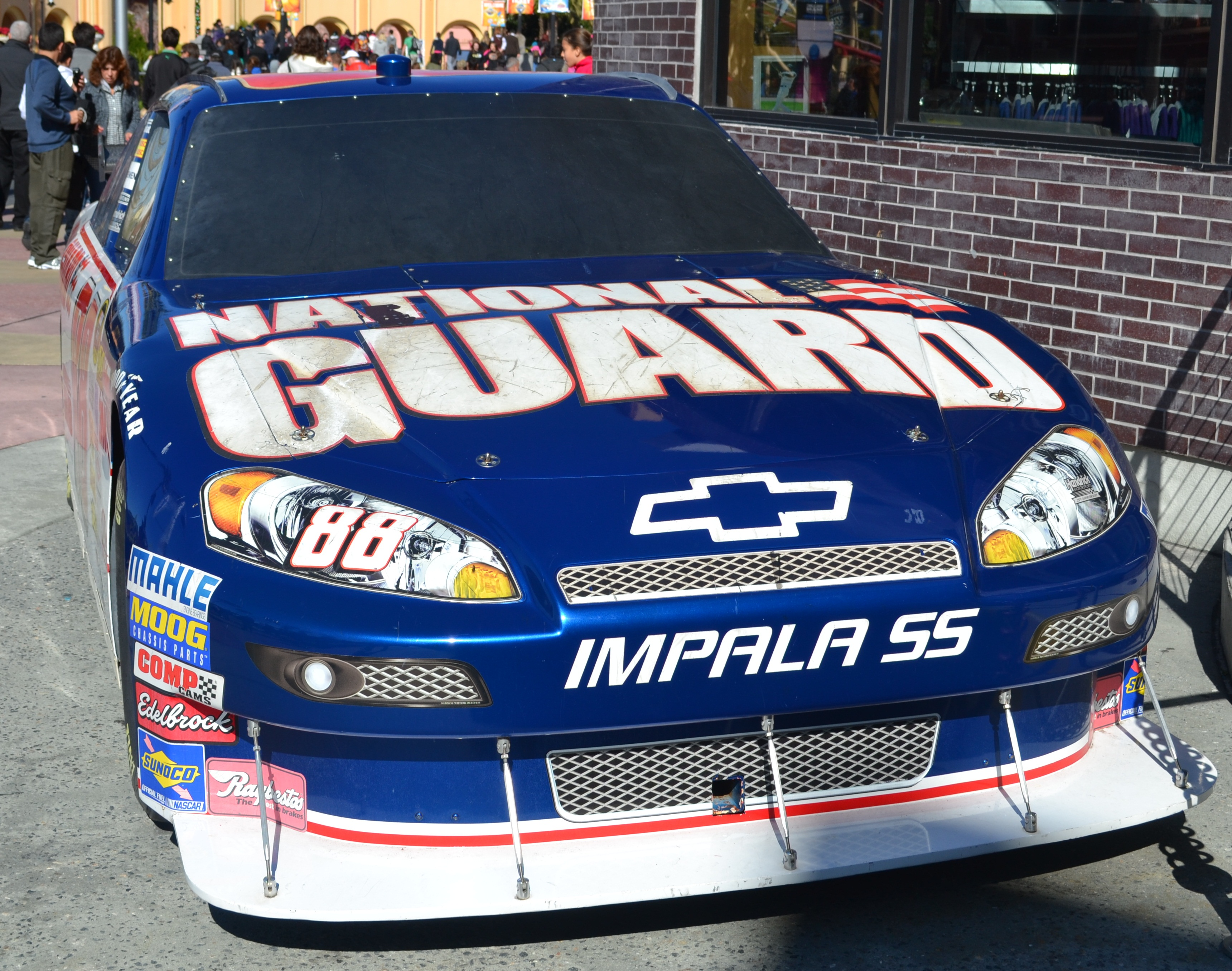
Chevrolet Impala NASCAR d'Universal Orlando Resort peinte pour ressembler à la voiture #88 conduite par Dale Earnhardt, Jr. dans la série Sprint Cup

En 2007, l'Impala a commencé à remplacer la Monte Carlo sur le circuit de course de stock car NASCAR; plus précisément, sur tous les événements de course programmés où la NASCAR a rendu obligatoire l'utilisation d'une voiture avec des spécifications différentes (et quelques nouvelles), mieux connue sous le nom de Car of Tomorrow.
L'Impala a également été utilisée pour représenter Chevrolet dans la série Nationwide. En 2013, l'Impala a été remplacée par la Camaro dans la série Nationwide.
L'Impala a également été utilisée dans la série NASCAR Pinty's. Elle a été remplacée par la Camaro en 2018.
La saison NASCAR 2012 a marqué la fin de l'utilisation de la plaque signalétique Impala sur les stock cars. De 2013 à 2017, les conducteurs de Chevrolet ont commencé à conduire la Holden VF Commodore SSV basée sur la Chevrolet SS en Sprint Cup jusqu'à ce que la Chevrolet SS soit arrêtée après 2017.

## Anecdotes
Dans la série TV Supernatural, l'Impala du personnage Dean Winchester est considérée comme un « personnage » à part entière de la série. Cette dernière a relancé l'intérêt pour l'Impala dans les pays européens. Le modèle utilisée est une Chevy Impala de 1967.
Le rappeur américain Eazy-E fait référence à une Impala 1964 dans son premier morceau intitulé "Boyz in da Hood": "Cruising down the street in my 64".
C'est à bord d'une Chevrolet Impala SS de 1996 que l'assassin de The Notorious B.I.G. a tiré sur ce dernier, le blessant mortellement.
L'artiste RD Congolais Evoloko Lay Lay fait référence à la voiture impala dans sa chanson "epaka ekomi na 2ème épisode".